# Szekszárd

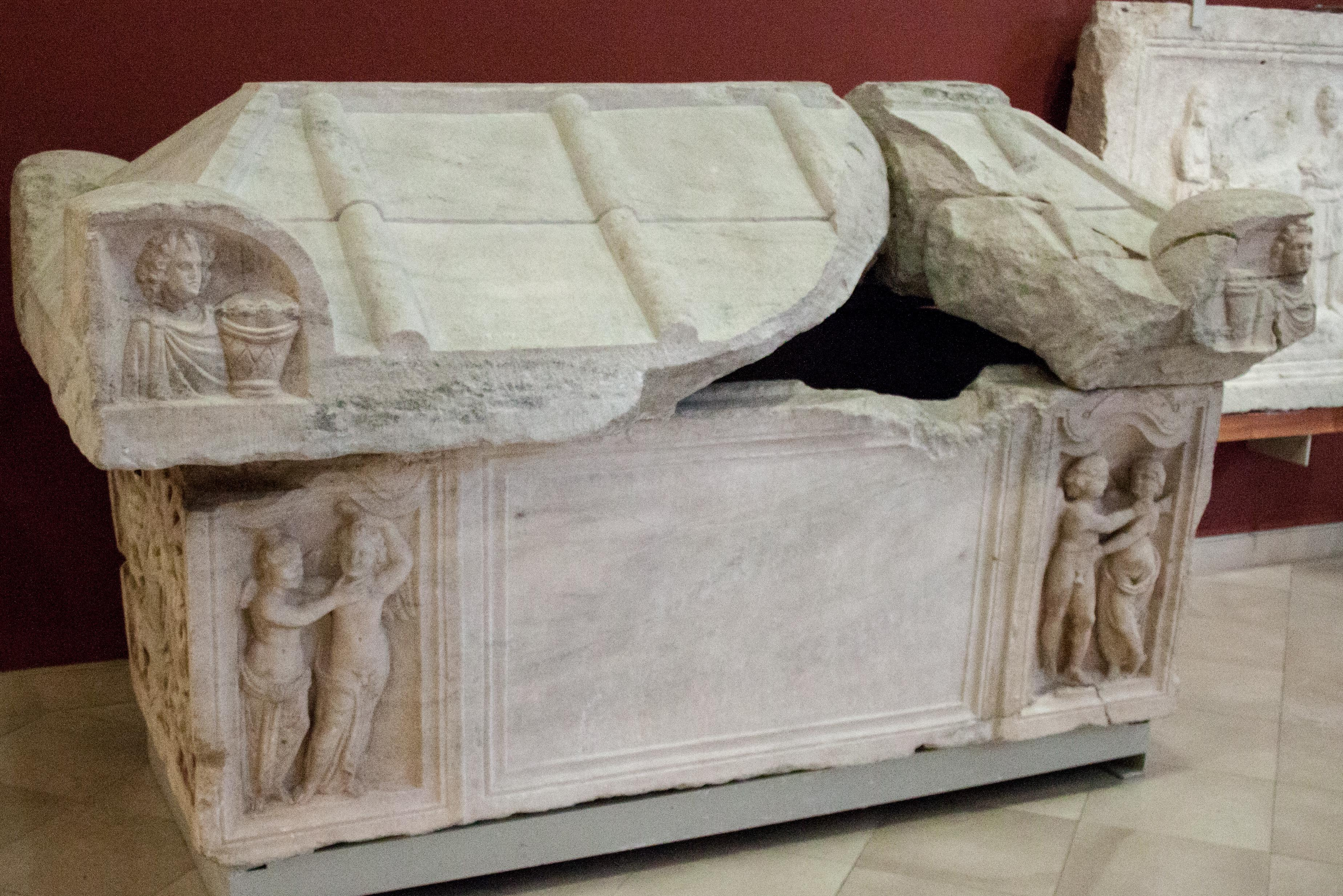
Szekszárd területén talált római szarkofág a Nemzeti Múzeum kőtárából

Szekszárd (régebbi írásmód szerint: Szegzárd, majd Szegszárd, ritkán a Szexárd alak is előfordult, németül: Sechshard vagy Sechsard, horvátul: Seksar) megyei jogú város, Tolna vármegye és a Szekszárdi járás székhelye, a szekszárdi borvidék központja. Az ország legkevesebb lakosú, Tatabánya és Eger után a harmadik legkisebb területű megyeszékhelye; területi kiterjedés szempontjából még a megyén belül is csak a negyedik helyen áll (Paks, Tamási és Dunaföldvár mögött). Borváros, kb. 4500 pincével.
A Dél-Dunántúl egyik legjelentősebb városa, gazdag történelmi múltjával és különleges kulturális örökségével emelkedik ki a magyar városok sorából. A város nevét először 1015-ben említik írásos források, ám régészeti leletek tanúsága szerint a térség már jóval korábban, az őskortól kezdve lakott volt. A honfoglalás után a terület a magyar törzsek birtokába került, majd I. Béla király 1061-ben bencés apátságot alapított itt, amely vallási és kulturális központtá tette a vidéket.
A város a török hódoltság alatt jelentős károkat szenvedett, de a 18. században újra fejlődésnek indult, elsősorban a betelepített német lakosság és a borászat révén. Szekszárd már a reformkorban is fontos szerepet játszott a nemzeti kultúrában és irodalomban, később pedig olyan neves személyiségek kötődtek hozzá, mint Babits Mihály, aki itt született, és akinek szellemi örökségét ma is ápolják a városban.
A történelmi múlt és a mezőgazdasági tradíciók, különösen a szőlőtermesztés és borászat, meghatározó szerepet játszanak Szekszárd fejlődésében és gazdasági struktúrájában. A Szekszárdi-dombság adottságai kedveznek a szőlőművelésnek, amely évszázadok óta a térség egyik legfontosabb ágazata. A város életében a mezőgazdaság és az ipar mellett a kulturális és oktatási intézmények is jelentős szerepet töltenek be, hozzájárulva a helyi közösség fejlődéséhez és identitásához.

## Nevének eredete
Kézai Simon szerint I. Béla királyra utal, aki barna bőrű és kopasz volt (régi magyar nyelven: szög és szár, 1903 óta írják Szegszárd helyett Szekszárdnak.) A legvalószínűbb feltevés, hogy a szög-szár-d név a szögsárga vagy a fehér színnévből keletkezett. Ez nyilvánvaló, ha tudjuk, hogy Szent László lovát Szögnek hívták s a hatvan templomi falképen László herceg lova csaknem mindig fehér. Néhány esetben fehér pettyes (almásderes) s csak egy esetben barna. A szög szó nyelvünkben tehát fehéret vagy szőkét jelent. A szár jelentése is lehet fehér.
Czuczor Gergely és Fogarasi János szerint Szekszárd neve félig-meddig elavult szár (kopár, kopasz, tar) szavunkból eredhet: „Innen a Szárhegy helynév Erdélyben, és I. Béla király Szegszár neve, ki szeg szinű, és kopasz fejü volt, s ebből származott volna Szegszárd helynév. »Es viteték az szegszárdi monostorban, kit még éltében rakattatott vala; de miért hogy ennen maga és (is) szár homloku vala, az ő akaratja szerént nevezteték Szegszárdnak«. (Carthausi névtelen. Toldy F. kiadása 94. l.).«”
A Földrajzi nevek etimológiai szótára a fentiektől némileg eltérően a helység nevét a régi magyar szegszár (sötétsárga, barnássárga) színnévből származtatja, ami a -d kicsinyítő képzővel egy személynévvé válhatott és így lehetett előzménye a városnévnek.

## Fekvése
A város a Dunántúli-dombság és az Alföld találkozásánál, a Szekszárdi-dombság és a Sárköz kistájak határán helyezkedik el. Északi határában folyik a Sió, amiben a szomszédos Sióagárd határában érkezik a Sárvíz és a Völgységi-patak. A városban kisebb vízfolyásai: a Szekszárdi-Séd (Remete-patak), Parászta-patak (Parásztai-Séd).

## Közlekedés

### Közúthálózat
Szekszárdot az M6-os autópályán, a Budapesttől Pécsen át Barcsig tartó 6-os főúton, Szeged felől pedig Bátaszékig az 55-ös, onnan az 56-os főúton lehet megközelíteni, Sárbogárddal és Székesfehérvárral a 63-as, Tamásival és Siófokkal a 65-ös főút köti össze. A várostól északra fekvő Szent László hidat, amely a tervek szerint a majdani M9-es autópálya része lesz, 2003-ban adták át.
A környező települések közül Tolna központjával az 5112-es, Őcsénnyel és Deccsel az 5113-as, illetve az 5114-es utak kötik össze, Sióagárd pedig a 65-ös főútból kiágazó 63 123-as számú mellékúton érhető el a város felől. Határszélét érinti még délen a Szálkát kiszolgáló 5601-es út is.

### Vasút

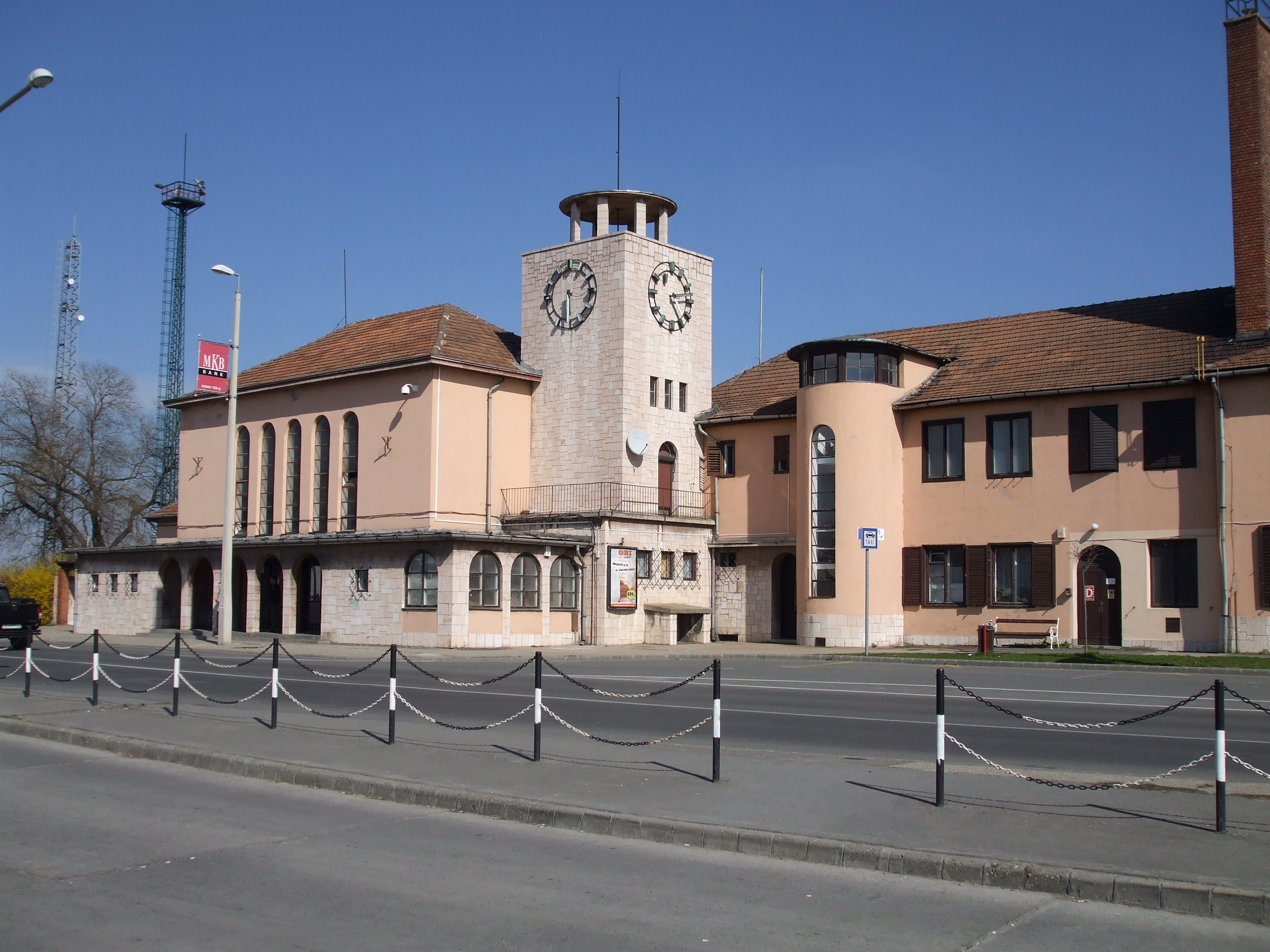
Szekszárd vasútállomása a város felől

Vonattal a MÁV 46-os számú Rétszilas–Bátaszék-vasútvonalán érhető el. A vasútállomás Szekszárd-Palánk és Őcsény között található. Két óránként InterRégió márkanevű vonatokkal utazhatunk a Baja–Székesfehérvár viszonylaton, Sárbogárdon InterCity csatlakozásra van lehetőség Pécs és Budapest felé. A vonalon tanítási időben, a hét utolsó munkaszüneti napján egy Budapestre tartó expresszvonat is közlekedik, Desiro motorvonatból kiállítva, Sugovica expresszvonat néven.

### Helyi közlekedés
A város helyi közösségi közlekedését autóbuszok végzik. Egy átszállással szinte mindenhonnan mindenhova el lehet jutni. A szolgáltatást a MÁV Személyszállítási Zrt. látja el, részben 2007-es évjáratú alacsony padlószintű Euro4-es motorokkal szerelt Mercedes Conecto típusú szóló, részben 2014-es évjáratú alacsony padlószintű Euro 6-os motorokkal szerelt MAN Lion’s City szóló autóbuszokkal a jelenleg hatályos, közszolgáltatási szerződés értelmében 2025. január 1-től 2027. december 31-ig, mely szerződés 1 évvel 2028. december 31-ig meghosszabbítható.
A 2010-es évek második felében a város sok pénzt fordított a közösségi közlekedés modernizálására. A buszokban található globális helymeghatározáson alapuló (GPS) utastájékoztató rendszert összehangolták a forgalmasabb megállóhelyeken 2015-ben kiépített LED-es utastájékoztató táblákkal, amelyek a következő busz érkezéséig hátralévő időt mutatják. A 2015-ös és 2016-os években a város gerincvonalán több autóbuszöböl és egy autóbusz-forduló is megújult. A sokszor erősen megsüllyedt, deformálódott aszfaltburkolatot könnyebben javítható, ellenállóbb térköves borítás váltotta. A helyi hálózat és a menetrendi struktúra 2010-2022 között változatlan volt. 2022-re elkerülhetetlenné vált a járatreform. A helyi buszközlekedést használók száma ugyanis évek óta folyamatosan csökkent, a jegyek és bérletek értékesítéséből származó bevételek fokozatosan elmaradtak az előző évi adatokhoz képest, miközben a szolgáltatás üzemeltetési költségei folyamatosan növekedtek (bérköltség és amortizáció). A bevétel- és utasszám-csökkenés oka részben demográfiai: egyre több a 65 év feletti utazó (akik ingyenesen vehetik igénybe a szolgáltatást), valamint kimutatható a fiatalok tanulási vagy munkahelyi okok miatti elvándorlása is (csökkenő bevétel tanuló/nyugdíjas bérletekből). A veszteséges üzemeltetés többletterhét, ami 2010-2022 között évi 100-200 millió forintra rúgott, a közszolgáltatási szerződés értelmében Szekszárd város költségvetése hivatott kompenzálni.
Két autóbusz-állomással rendelkezik a város:
- A távolsági-helyközi állomás a vasútállomás mellett, a Pollack Mihály utcán található. Itt található az egyik helyijáratos autóbusz-állomás is. Ez az állomás a több mint 320 km hosszú Dél-dunántúli Pirostúra egyik végpontja.
- A másik helyijáratos állomás a TESCO-áruháznál van.

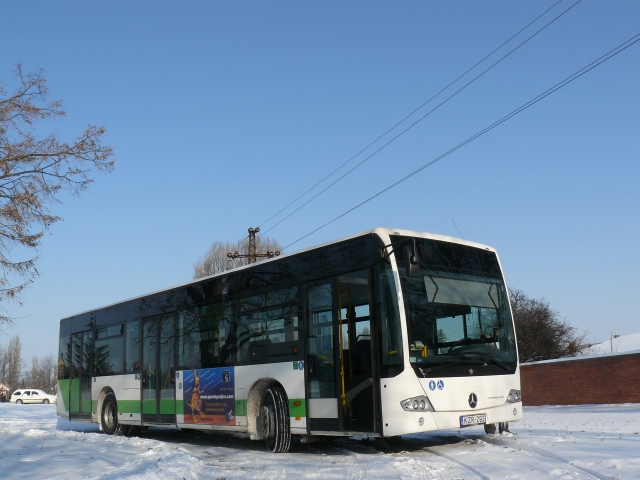
2007-ben beszerzett új alacsony padlós MB Conecto típusú autóbusz. Ilyen busszal látja el a város közlekedését a Volánbusz Zrt.

#### Vonalhálózat
2024. október 7-től:
- 1, Autóbusz-állomás – Wesselényi utca – Szent László u. – Béla király tér – /Egyes járatok estében Munkácsy u. – Kilátó u. – Munkácsy u./ – Kápolna tér – Hosszú-völgy
- 1B, Tesco áruház – Baka István ált. isk. – Tartsay Vilmos utca – Autóbusz-állomás –Wesselényi utca  – Széchenyi utca – Szent László u. – Béla király tér – /Egyes járatok estében Munkácsy u. – Kilátó u. – Munkácsy u./ – Kápolna tér – Hosszú-völgy
- 12, Bottyán-hegy – Kőrösi Csoma Sándor u. – Mérey utca - Szent László utca – Széchenyi utca – Béri Balogh Ádám utca – Csatár – Baranya-völgy
- 13, Jobbparászta -> Kadarka utca -> Bottyán-hegy -> Zöldkert utca -> Kőrösi Csoma Sándor u. -> Mérey utca -> Szent László utca -> Széchenyi utca -> Béri Balogh Ádám utca -> Csatári torok -> Tesco áruház
- 4, Autóbusz-állomás – Liszt Ferenc tér – Szent László utca -> Újfalussy utca ->  Zöldkert utca – Bottyán-hegy – Zöldkert utca -> Kőrösi Csoma Sándor u. -> Mérey u. -> Szent László utca – Szent István tér – Autóbusz-állomás (Egyes járatok az ipartelepre is betérnek.)
- 4B, Tesco áruház – Tartsay u. – Autóbusz-állomás – Liszt Ferenc tér – Szent László utca -> Újfalussy utca ->  Zöldkert utca – Bottyán-hegy – Zöldkert utca -> Kőrösi Csoma Sándor u. -> Mérey u. -> Szent László utca – Szent István tér – Autóbusz-állomás – Tesco áruház
- 14, Tesco áruház – Csatár – Béri Balogh Ádám utca – Széchenyi utca – Szent László utca – Mérey u. – Kőrösi Csoma Sándor u. – Bottyán-hegy
- 6, Autóbusz állomás – Széchenyi utca – Béri Balogh Ádám utca - Csatár – Otthon u. – Szőlőhegy – Tót-völgy
- 6B, Autóbusz állomás – Széchenyi utca – Béri Balogh Ádám utca – Tesco áruház – Csatár – Otthon u. – Szőlőhegy – Tót-völgy
- 16, Palánk vegyesbolt – Újvárosi templom – Zrínyi utca, ált. isk. – Autóbusz-állomás – Szent István tér - Széchenyi utca – Béri Balogh Ádám utca – Csatár – Otthon u. – Szőlőhegy – Tót-völgy
- 17, Autóbusz állomás -> Tolnatej Zrt. -> Ipari Park -> Autóbusz-állomás -> Szent István tér -> Széchenyi utca -> Béri Balogh Ádám utca -> Csatár, forduló -> Alisca utca -> (Igény esetén -> Kilátó utca -> Béla király tér -> Hosszú-völgy)
- 7, Tesco áruház <-> Csatár <-> Alisca u. <-> Kilátó utca <-> Munkácsy u. <-> Béla király tér <-> Szent István tér <-> Autóbusz-állomás -> Tolnatej Zrt. -> Ipari Park -> Autóbusz-állomás
- 9, Tesco áruház – Csatár - Alisca u. – Kilátó utca – Május 1 utca - Béri Balogh Ádám utca – Szent László utca – Kadarka utca – Jobbparászta
- 9A, Tesco áruház – Csatár – Alisca u. – Május 1. utca – Béri Balogh Ádám utca – Szent László – Kadarka utca – Jobbparászta
- 19, Tesco áruház -> Csatár -> Alisca u. -> Május 1. utca -> Kórház -> Szent László -> Kadarka utca -> Újvárosi temető -> Műszergyár -> Jobbparászta (Csak munkanapokon!)
- Helyi forgalomba bevont helyközi járatok:
- 5420, 5421, 5422 (Tesco áruház - Tartsay utca) / Autóbusz-állomás - Liszt Ferenc tér - Tanítóképző - Újvárosi templom - Újvárosi temető - Bonyhádi útelágazás - Sió Motel - Siófoki útelágazás
- 5423, 5424 Autóbusz-állomás - Keselyűsi út - Tolnatej Zrt. - Járműbontó Egyes járatok: Szőlőhegy/Baka István Iskola - Béri Balogh Ádám utca - Szent István tér - Autóbusz-állomás - Járműbontó
- 5425,- Autóbusz-állomás – Szent István tér – Nyomda – Kórház – Alsóvárosi temető – Csatári torok – Ebes puszta – Szeszfőzde – Szőlőhegyi elágazás
- 5426,- Autóbusz-állomás – Szent István tér – Nyomda – Kórház – Bakta köz – Alsóvárosi temető – Csatári üzletház – Otthon utca – Szeszfőzde – Szőlőhegyi elágazás
- 5427,- Csatár autóbusz forduló -> Alisca utca -> Fűtőmű -> Munkácsy utca -> Béla király tér -> Babits Iskola -> Kadarka utca -> Újvárosi temető (Csak iskolai napokon!)
- 5428,- Szőlőhegyi elágazás -> Szeszfőzde -> Otthon utca -> Csatár -> Béri Balogh Ádám utca -> Széchenyi utca -> Rákóczi utca -> Csecsemőotthon/Palánk, vegyesbolt(Csak iskolai napokon!)
- 5429,- Autóbusz-állomás – Tartsay utca – Tesco áruház – Alisca utca – Május 1. utca – Béri Balogh Ádám utca – Széchenyi utca – Rákóczi utca – Műszergyár – Nagypalánk puszta

## Története
Szekszárdot 1015-ben említik először. I. Béla király 1061-ben alapította a bencés apátságot (ami a Béla téren található a vármegyeházánál), itt is temették el.
A jámbor Béla király ezután betöltve uralkodásának harmadik évét, királyi jószágán, Dömösön összezúzódott beomló trónján; teste gyógyíthatatlan betegségbe esett; az ország néminemű dolgai miatt félholtan vitték a Kanizsva patakjához; ott távozott el a világból. A Szent Megváltó monostorában temették el, melyet maga épített azon a helyen, melynek neve Szögszárd. Merthogy Béla szög színű volt és szár, azért nevezte el Szögszárdnak, a maga állapotáról, monostorát.
Mátyás király korában Szekszárd a király elleni összeesküvést szövő Vitéz János birtoka volt, várát ezért lerombolták. 1485-ben Szekszárd már mezőváros volt, évente öt vásárt tartott.
A város 1543-ban került török kézre, és a budai vilajeten belül itt alakították ki az egyik szandzsák központját. A török időkben a város sokat szenvedett, kolostora elpusztult. A Rákóczi-szabadságharc idején itt fogták el Béri Balogh Ádámot.
1779-ben Szekszárd megyeszékhellyé vált, céhek alakultak, az apátságot megszüntették, a város címert kapott. A betelepítések hatására lakossága csaknem tízévente megkétszereződött. Az 1789-es népszámlálás adatai szerint 5600-5700 lakosával Földvár mögött a megye második legnépesebb mezővárosa volt.
A betelepülők nagy része magyar volt. A németek aránya a 18. században sem érte el a 20%-ot, de így is ők voltak a város legnépesebb nemzetisége. 1795-ben tűzvész vetette vissza a fejlődést, de az a 19. századra újraindult – ekkor épültek fel középületei:
a városháza, a megyeháza, a kórház, több templom.
Leírás a településről a 18. század végén:	
```
„Magyar, és német elegyes Mezőváros Tolna Várm. földes Ura a’ Tudományi Kintstár, fekszik Sár vize mellett, Tolnához egy jó magyar mértföldnyire. Hajdan nevezetes gazdag Apátúrsága vala, és a’ Benediktinusoknak jeles Klastromjok itten, mellyet II. BÉLA Király 1061-dikben fundált, ’s teste is ide helyheztettetett, de az Ozmanok’ járma alatt elenyészett; virágzásakor száz lovasokkal segéllették a’ Királyt. Szerentsétlenűl elégett e’ Városnak nagy része 1795-ben, nevezetes Szentegyházával egygyütt, de azólta jelesen felépíttetett; postája, ispotállya is van. Legnevezetesebb épűlet benne a’ Vármegyeháza, mind igen kies fekvéséért, mind pedig Várhoz hasonlító épűletére nézve; határja jó termékenységű, veres borai híresek, és külső Országra is elhordatnak; lakosai kézi mesterségekkel, és gazdáskodással élnek; vagyonnyai külömbfélék.”
 	
(
Vályi András
: 
Magyar országnak leírása
, 
1796
–
1799
)
```

A 19. század derekától jellemző a németek lassú elmagyarosodása.
A város gazdasági életét sokáig a szőlő- és bortermelés határozta meg, megelőzve az egyéb mezőgazdasági termelést és a kézműipart. A kereskedelem nem volt jelentős, a 19. század első felében még a borkereskedelem is többnyire máshol élő gazdák kezében volt.
A 19. század közepén már 14 000-en lakták. 1905-ben alakult rendezett tanácsú várossá, az első világháború végén Szerbia területi igényt támasztott rá, a második világháborúban a szovjetek 1944. november 30-án foglalták el. 1994. október 30-tól megyei jogú város.
2019. március 8-án történt a városban egy, az egész országot megrázó gyerekgyilkosság.
Lakossága az utóbbi években folyamatosan csökken.

## Népesség
Szekszárd lakónépessége 2022. október 1-jén 29 889 fő volt, ami Tolna vármegye össznépességének 14,37%-át tette ki. A város Tolna vármegye legsűrűbben lakott települése, abban az évben az egy km²-en lakók száma, átlagosan 310,4 fő volt. A népesség korösszetétele kedvezőtlen. A 2022-es népszámláláskor a 19 évesnél fiatalabbak népességen belüli súlya 16,72%, a 60 éven felülieké 32,41% volt. A nemek aránya kedvezőtlen, ugyanis ezer férfira 1152 nő jut. 2023-ban a férfiaknál 73,67, a nőknél 79,9 év volt a születéskor várható átlagos élettartam Tolna vármegyében. A népszámlálás adatai alapján a város lakónépességének 8,48%-a, mintegy 2536 személy vallotta magát valamely kisebbséghez tartozónak. Közülük német, cigány és román nemzetiséginek vallották magukat a legtöbben.
A 20. század második felétől Szekszárd lakossága viharos gyorsasággal növekedett, egészen 1990-ig. Népességnövekedése – a legtöbb megyeszékhelyhez hasonlóan – az 1960-as években felgyorsult a szocializmus évei alatt. A legtöbben 1990-ben éltek a városban, 36 840-en, azóta egészen napjainkig csökken a város népessége, ma már kevesebben laknak Szekszárdon, mint 1980-ban.
A 2022-es népszámlálási adatok szerint a magukat vallási közösséghez tartozónak valló szekszárdiak túlnyomó többsége római katolikusnak tartja magát. Emellett jelentős egyház a városban, még a református és az evangélikus.

### Etnikai összetétel
A 2001-es népszámlálás adatok szerint a város lakossága 36 219 fő volt, ebből a válaszadók 39 642 fő volt (a kettős identitások miatt a végösszeg nagyobb lehet 100%-nál), 34 656 fő magyarnak, míg 417 fő cigánynak vallotta magát, azonban meg kell jegyezni, hogy a magyarországi cigányok (romák) aránya a népszámlálásokban szereplőnél lényegesen magasabb. 1812 fő német, 53 fő horvát és 42 fő szerb etnikumnak vallotta magát.
A 2011-es népszámlálás adatok szerint a város lakossága 34 296 fő volt, ebből a válaszadók 31 831 fő volt, 29 058 fő magyarnak vallotta magát, az adatokból az derül ki, hogy a magyarnak vallók száma jelentősen csökkent tíz év alatt, ennek egyik fő oka, hogy többen nem válaszoltak. Az elmúlt tíz év alatt, a nemzetiségiek közül a cigány (698 fő) és a román (62 fő) nemzetiségűek száma megkétszereződött Szekszárdon. Németnek (1569 fő), horvátnak (40 fő) és szerbnek (38 fő) vallók száma kismértékben csökkent, az elmúlt tíz év alatt. A megyén belül, Szekszárdon él a legtöbb magát románnak, szerbnek, szlováknak és lengyelnek valló nemzetiségi.
A 2022-es népszámlálás adatai alapján a város lakossága 29 889 fő volt, ebből a nemzetiségre adott válaszadók közül 26 463 fő valotta magát magyar nemzetiségűnek, 1027 fő német nemzetiségűnek, 539 fő cigány nemzetiségűnek valotta magát. További kisebbségek: Román (39 fő), Szerb (30 fő), Horvát (28 fő); Ukrán (18 fő), Szlovák (14 fő), Bolgár (14 fő),  Örmény (12 fő), Ruszin (10 fő), Görög (9 fő), Lengyel (9 fő), Szlovén (5 fő); Egyéb: (782 fő). 3334 válaszadó megtagadta a válaszadást.

### Vallási összetétel
Szekszárd lakóinak vallási összetétele 2022-ben
A 2001-es népszámlálási adatok alapján, Szekszárdon a lakosság több mint fele (68,3%) kötődik valamelyik vallási felekezethez. A legnagyobb vallás a városban a kereszténység, melynek legelterjedtebb formája a katolicizmus (53,9%). A katolikus egyházon belül a római katolikusok száma 19 399 fő, míg a görögkatolikusok 113 fő. A városban népes protestáns közösségek is élnek, főleg reformátusok (3756 fő) és evangélikusok (1156 fő). Az ortodox kereszténység inkább az országban élő egyes nemzeti kisebbségek (oroszok, románok, szerbek, bolgárok, görögök) felekezetének számít, számuk elenyésző az egész városi lakosságához képest (14 fő). Szerte a városban számos egyéb kisebb keresztény egyházi közösség működik. A zsidó vallási közösséghez tartózók száma 12 fő. Jelentős a száma azoknak a városban, akik vallási hovatartozásukat illetően nem kívántak válaszolni (8%). Felekezeten kívülinek a város lakosságának 22,6%-a vallotta magát.
A 2011-es népszámlálás adatai alapján, Szekszárdon a lakosság kevesebb mint a fele (47,6%) kötődött valamelyik vallási felekezethez. Az elmúlt tíz év alatt a városi lakosság vallási felekezethez tartozása jelentősen csökkent, ennek egyik oka, hogy sokan nem válaszoltak. A legnagyobb vallás a városban a kereszténység, amelynek legelterjedtebb formája a katolicizmus (36,8%). Az elmúlt tíz év alatt, a katolikus valláshoz tartozók száma negyedével esett vissza. A katolikus egyházon belül a római katolikusok száma 12 567 fő, míg a görögkatolikusok 56 fő. A városban népes protestáns közösségek is élnek, főleg reformátusok (2398 fő) és evangélikusok (818 fő). Az ortodox kereszténység inkább az országban élő egyes nemzeti kisebbségek (oroszok, románok, szerbek, bolgárok, görögök) felekezetének számít, számuk elenyésző az egész városi lakosságához képest (13 fő). Szerte a városban számos egyéb kisebb keresztény egyházi közösség működik. A zsidó vallási közösséghez tartózók száma 12 fő. Összességében elmondható, hogy az elmúlt tíz év során minden egyházi felekezetekhez tartozók száma jelentősen csökkent. Jelentős a száma azoknak a városban, akik vallási hovatartozásukat illetően nem kívántak válaszolni (28,9%), tíz év alatt a triplájára nőtt a számuk. Felekezeten kívülinek a város lakosságának 23,6%-a vallotta magát.
A 2022-es népszámlálás adatai alapján, Szekszárdon a lakosság kevesebb mint a fele (41,27%) kötődik valamelyik vallási felekezethez. A legnagyobb vallás a városban a kereszténység, amelynek legelterjedtebb formája a katolicizmus (9190 fő) 30,7%. A 2011-2022 közötti időszakban, a katolikus valláshoz tartozók száma ~27,2%-ot csökkent a 2011-es adatsorhoz képest. A 2022-es adatfelvétel a katolikus egyházon belül nem részletezi a római katolikusok és a görögkatolikusok számát. A városban népes protestáns közösségek is élnek, főleg reformátusok (2029 fő) és evangélikusok (690 fő). A reformátusok száma 11 év alatt 15,38%-ot csökkent, az evangélikusok száma 15,64%-ot csökkent. Az ortodox keresztények száma elenyésző az egész városi lakosságához képest (14 fő). Szerte a városban számos egyéb kisebb keresztény egyházi közösség működik, e felekezetek híveinek a száma (334 fő) arányuk 1,17%. A zsidó vallási közösséghez tartózók száma 10 fő. Összességében elmondható, hogy a 2011-es adatfelvételhez viszonyítva minden egyházi felekezetekhez tartozók száma jelentősen csökkent, mely betudható annak is, hogy jelentősen nőtt a száma azoknak a városban, akik vallási hovatartozásukat illetően nem kívántak válaszolni (12 006 fő), ami a teljes lakosság 40,16%-a. Felekezeten kívülinek (5546 fő) a város lakosságának 18,55%-a vallotta magát.

## Gazdasága
A város jelentős szőlőterületekkel rendelkezik, a Szekszárdi borvidék központja. Szekszárd a híres borászatok, pincészetek és a kiváló minőségű borok városa. Eger mellett a Szekszárdon készült vörösbor cuvée-k is használhatják a Bikavér elnevezését. A város kiterjedt tanyavilággal rendelkezik, ahol korábban számos szekszárdi lakos rendelkezett kisebb szőlőbirtokkal. A modern szőlőtermesztés következtében ezen háztáji kisgazdaságok száma fokozatosan csökken, hisz kis területen már nem gazdaságos a szőlőtermesztés és a bor előállítása és az értékesítés is nehézkes. A városban minden évben több alkalommal megrendezésre kerülnek az úgynevezett Szekszárdi nyitott pincék mely, alkalommal a helyi borászatok megnyitják pincéiket a városba látogató borkóstolók számára. A város legnagyobb 4 napos ünnepsége a Szekszárdi Szüreti napok is a szőlő és bor előállításának több évszázados hagyományának az ünnepe, mely minden év szeptemberében kerül megrendezésre.
A városban található a Tolnatej Zrt. tejfeldolgozó és sajtkészítő üzeme, Magyarország legnagyobb félkemény sajt gyártó üzeme, mely 100%-ban magyar tulajdonú.

A híres bőröndök és egyéb utazási kellékek gyártására szakosodott Samsonite vállalat itt létesített gyárat, mely számos munkavállalót foglalkoztat.
A város kedvező földrajzi fekvése és fejlett közlekedési infrastruktúrális kapcsolatai alkalmassá teszik logisztikai raktárak, elosztóközpontok létesítésére.

## Oktatás

### Alapfokú oktatás
- Szekszárdi Baka István Általános Iskola
- Szekszárdi Dienes Valéria Általános Iskola
- Szekszárdi Garay János Általános Iskola és Alapfokú Művészeti Iskola

(Régebbi 1.számú és 2.számú általános iskola egybe olvadt) 
- Szekszárdi Babits Mihály Általános Iskola
- Szekszárdi Waldorf Óvoda, Általános Iskola és Alapfokú Művészeti Iskola
- Szent József Katolikus Általános Iskola Katholische Grundschule és Szent Rita Katolikus Óvoda
- Comenius Általános Iskola – 2020 nyarán megszűnt[38]

### Középfokú oktatás
- I. Béla Gimnázium, Kollégium és Általános Iskola
- Garay János Gimnázium
- Tolna Vármegyei SZC Ady Endre Technikum és Kollégium
- Tolna Vármegyei SZC Bezerédj István Technikum
- Pécsi Tudományegyetem Kelemen Endre Egészségügyi Technikum és Szakképző Iskola
- Tolna Vármegyei SZC Hunyadi Mátyás Vendéglátó és Turisztikai Technikum és Szakképző Iskola
- Déli ASzC Csapó Dániel Mezőgazdasági Technikum, Szakképző Iskola és Kollégium
- Edutop Szakközépiskola és Szakiskola
- Baptista Esély Szakképző Iskola – 2020 nyarán megszűnt [38]
- Tolna Megyei Önkormányzat Egységes Gyógypedagógiai Módszertani intézmény
- Szekszárdi Kolping Katolikus Szakképző Iskola, Gimnázium és Alapfokú Művészeti Iskola

### Felsőoktatás
- Pécsi Tudományegyetem – Illyés Gyula Kar

## Címer
A címeren kék mezőben négysoros vörös terméskőből épült várfal közepén hasonló anyagból emelt nyílt torony áll, a török idők után ismét keresztény templommá alakított bencés rendi templom emlékére. Közepén gerenda osztja ketté, a felső részben arany szőlőfürt lóg, az alsó részben pedig harang csüng alá. A tornyot (címertanilag) bal oldalról három arany búzakalász, jobbról a nemes borok vidékét jelképező kétfürtű szőlőtőke fogják közre. A pajzsot szőlőlevelek formáját idéző címerkorona díszíti.

## Nevezetességei

### Múzeumok
- Babits Mihály szülőháza, múzeum (Babits u.)
- Wosinsky Mór Megyei Múzeum
- Mézeskalács Múzeum – (Munkácsy u.)
- Művészetek Háza
- Babits Mihály Emlékház
  - Baka István emlékszoba
  - Dienes Valéria emlékszoba
- a régi Megyeháza kiállításai:
  - A régi vármegyeháza világa
  - Liszt Ferenc emlékkiállítás
  - Mattioni Eszter festőművész tárlata
  - Esze Tamás emlékszoba
- Bogár Tanya – néprajzi magángyűjtemény
- Mészöly Miklós Múzeum
- Hímzés Múzeum
- Baka Múzeum – Hadtörténeti kiállítás[39]
- Volt Törökfürdő,[40] másik nevén Schubert fürdő

### Rendezvények
- Pünkösdi Fesztivál
- Duna-menti Folklórfesztivál
- Szekszárdi Szüreti Napok
- Adidas Streetball fesztivál
- Gemenc Nagydíj (Az ország legrangosabb és legnagyobb kerékpárversenye UCI 2.2)
- Gróf Zichy Futóverseny
- Szent László napok – a Pörkölt és a bor ünnepe
- Borvidék Félmaraton Futóverseny
- Microphon Próba 2016 előtt

### Épületegyüttesek

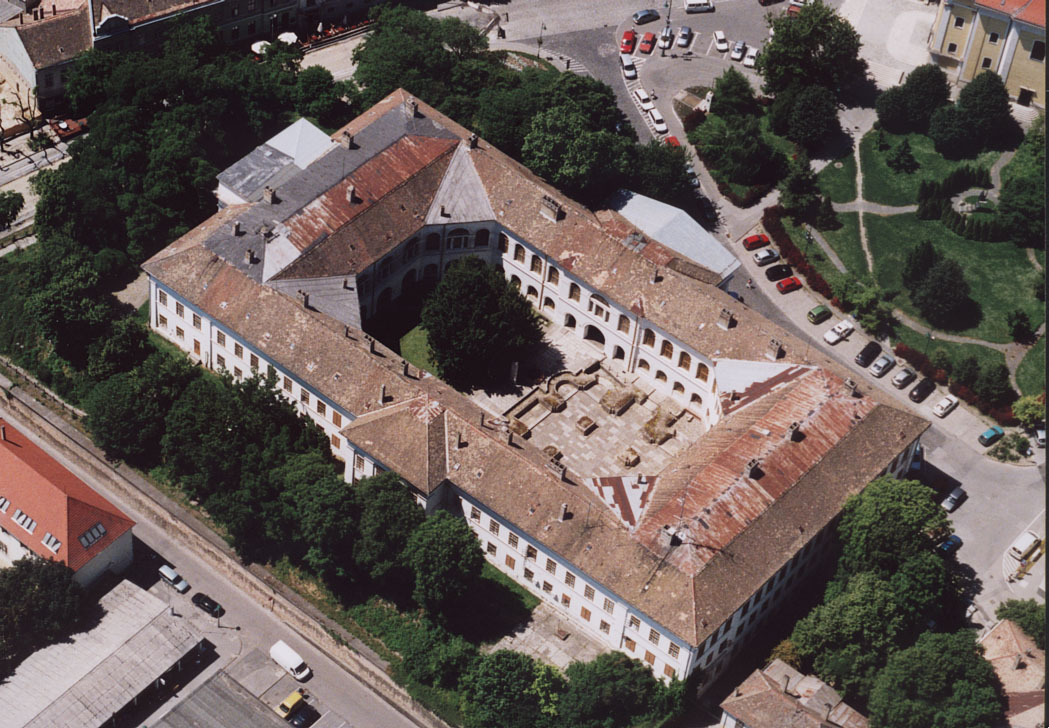
Szekszárd – Megyeháza-Bencés Apátság maradványai

Belváros:
- Luther tér
- Szent István tér
- Garay tér
- Béla király tér
- Babits Mihály utca
- Bezerédj utca
- Szent László utca
- Fürdőház utca
- Kadarka utca
- Liszt Ferenc tér
- Széchenyi utca
- Rákóczi út

#### Luther tér
Épületek:
- Szekszárdi evangélikus templom (1928), Bajcsy-Zsilinszky u. 2.

Egyéb látnivalók:
- Millenniumi kapu (2000)

#### Szent István tér
Épületek:

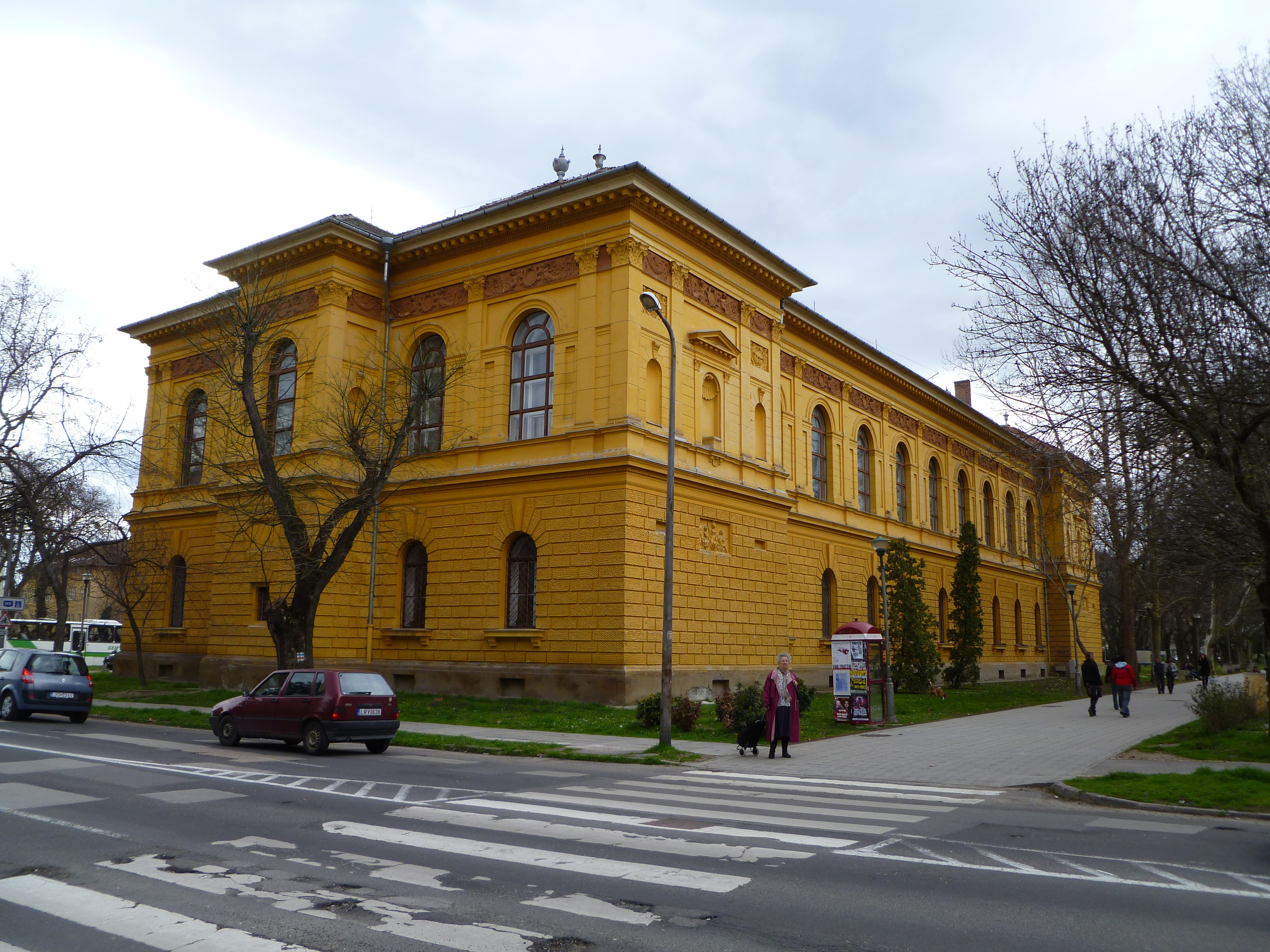
Wosinsky Mór Megyei Múzeum

- Wosinsky Mór Megyei Múzeum (1900–1901), Szent István tér 26.
- Művészetek Háza, zsinagógának épült 1897-ben.
- Garay János Gimnázium (1896–97), Szent István tér 7–9.

Egyéb látnivalók:
- Szent István tér emlékoszlop (2000)
- Wosinsky Mór szobra (1982)
- A bölcskei kikötőerőd faragott kövei
- Holocaust emlékmű (2004)
- Szent István szobra (2002)
- Babits Mihály szobra (1) (1971)
- Első világháborús emlékmű (1924)
- Masodik világháborús emlékmű (1992)
- 1956-os forradalmi emlékmű (2000)
- 1956-os forradalmi emlékoszlop
- Korábban itt volt az 1919-es mártírok emlékműve, de 2009-ben eltávolították

#### Garay tér
- A történelmi városrész központja a Garay tér. 1881-ig Zöldkút térnek hívták – a névadó kút helyén ma a költő szobra áll. 1881-ben emléktáblát is elhelyeztek Garay János szülőházának falán. A házat a 20. század elején lebontottak, az emléktáblát 1905-ben a helyére épült Diczenty-ház falára helyezték át.

Épületek:
- Pirnitzer áruház (1890)
- Deutsche Bühne Ungarn (német nyelvű színház, 1913), Garay tér 4.
- Régi takarékpénztár (1895–96), Bezerédj u. 2. – Béla tér – Garay tér 18.
- Garay Élménypince, Vinotéka, Garay tér 19.
- Szent József Katolikus Általános Iskola Katholische Grundschule és Szent Rita Katolikus Óvoda (1878), Garay tér 9.
- Garay étterem (1893), Széchenyi u. 29–31., Garay tér 1–7.

Egyéb látnivalók:
- Garay János szobra.
- Istifán gödre utca (Pincesor utca, Csatáron)

#### Béla király tér

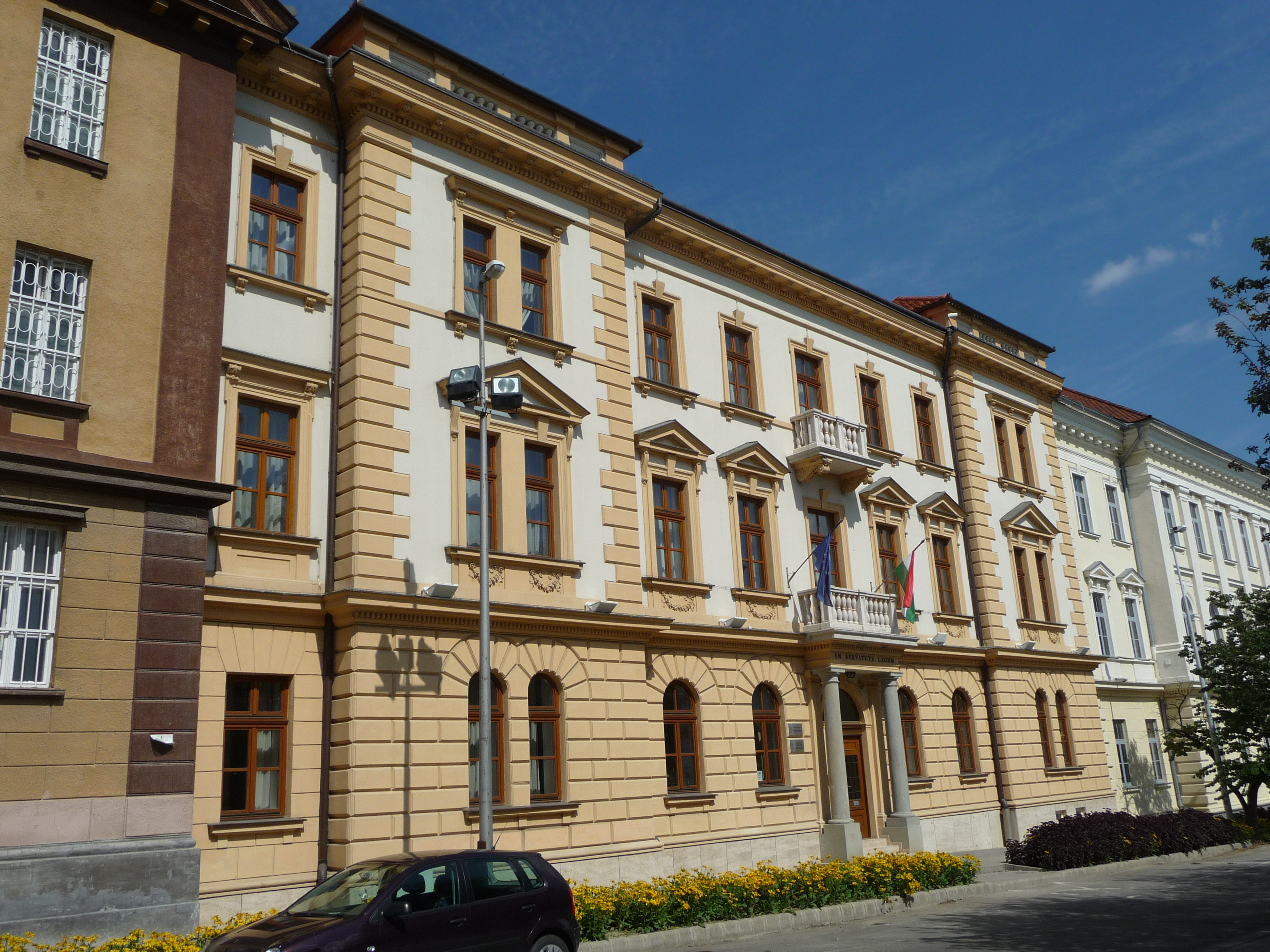
A Törvényszéki Palota ügyészségi része

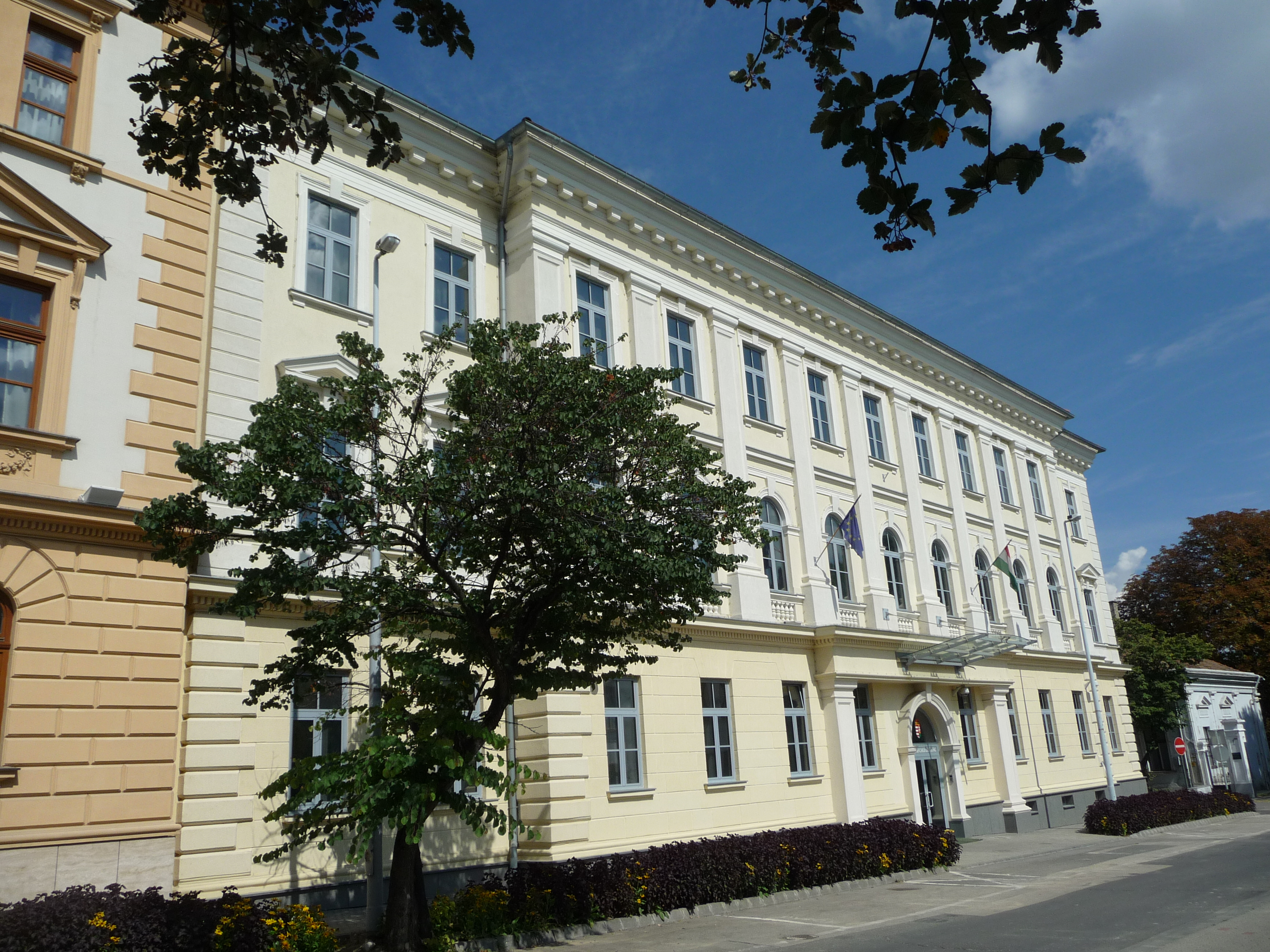
A Törvényszéki Palota bírósági része

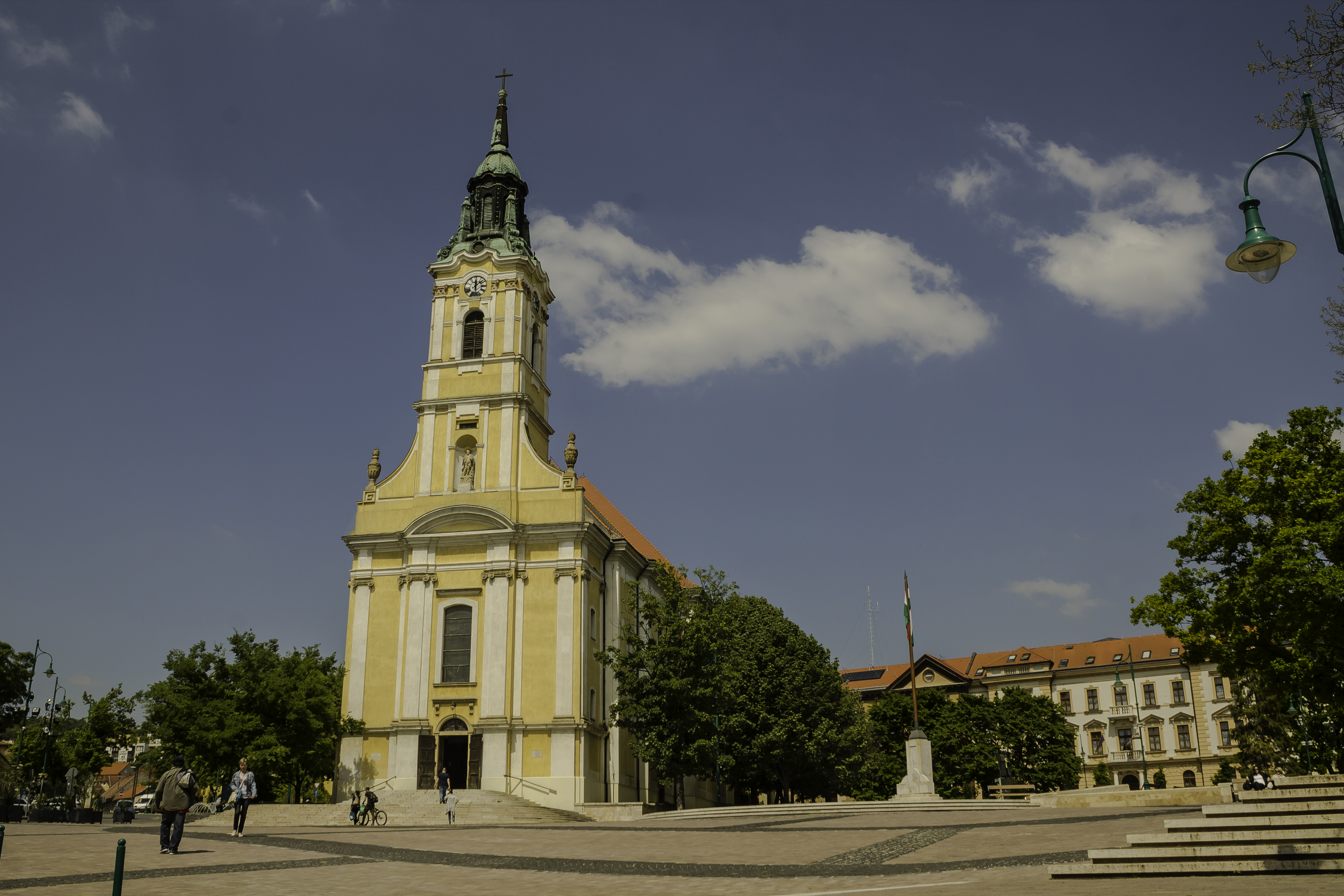
A Belvárosi templom épülete az I. Béla király téren

A teret a legtöbb forrás egyszerűen „Béla tér” néven említi.
Épületek:
- Belvárosi katolikus templom (1802–1805)
- Régi megyeháza (1828–1833), Béla király tér 1.
- Bencés apátság romjai (1061), a régi megyeháza udvarán
- A Törvényszéki Palota (Béla tér 3-4.) volt a város első kétemeletes épülete (épült 1892-ben).[41] Egyik részében a Szekszárdi Törvényszék működik, a másikban ügyészségek (Tolna Megyei Főügyészség, Szekszárdi Nyomozó Ügyészség, Szekszárdi Járási Ügyészség).
- Fejős-ház, Béla tér 5.
- Fischhof-ház (Vesztergombi borház, 1800 táján), Béla tér 7.

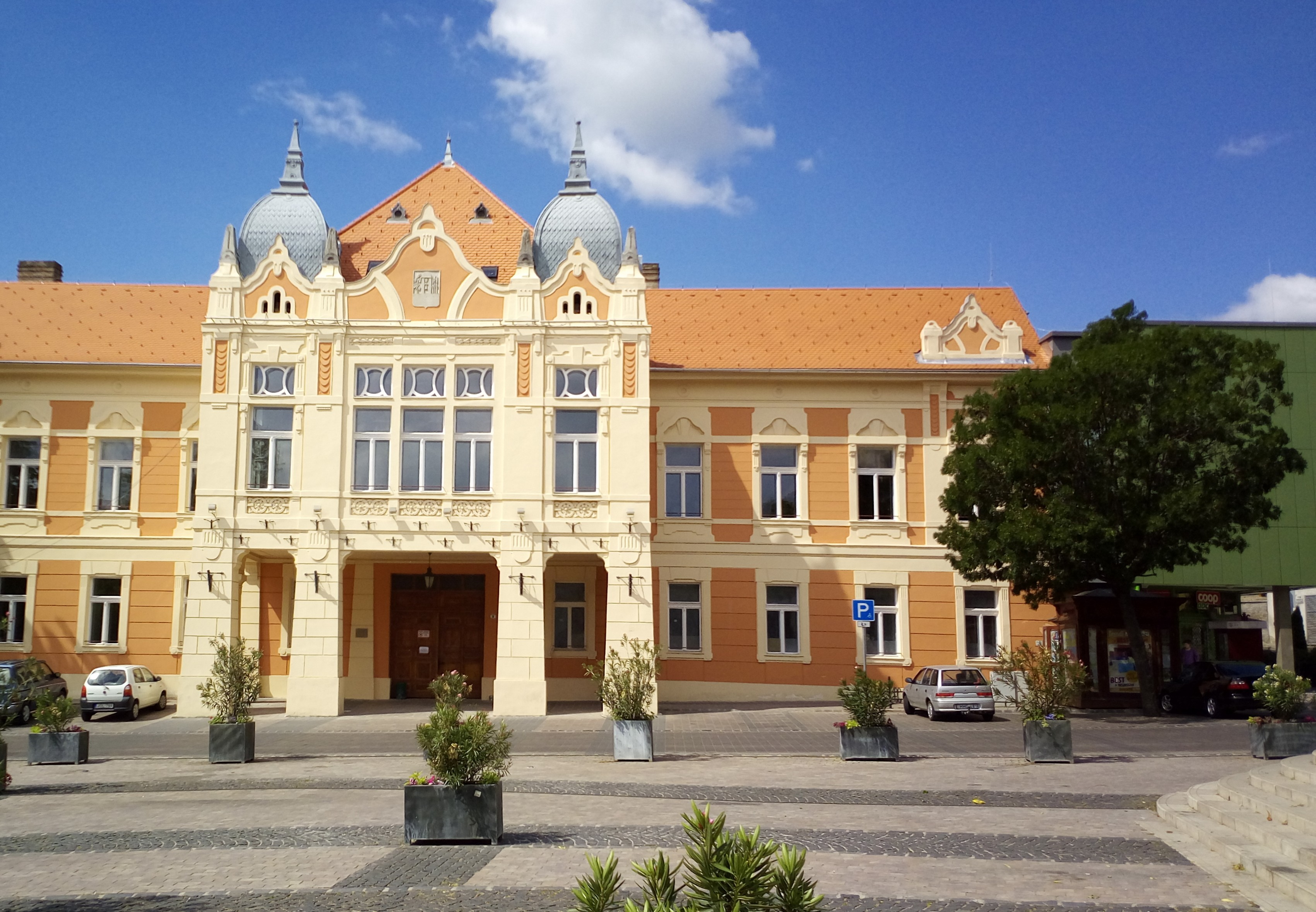
A nemrég felújított városháza

- A nemrég felújított városházaVárosháza (1842–1846, átalakították 1908-ban), Béla tér 8.
- Belvárosi plébánia (1775), Béla tér 9.

Egyéb látnivalók:
- Béla király szobra (1986).
- Az apátsági templom boltozati vállköve (1061), a régi megyeháza udvarán.
- Gyűrűkert (2009) a régi megyeháza udvarán.
- Borkút a régi megyeháza udvarán.
- A mohácsi vész emléktáblája (1926) Béla tér 1., a régi megyeháza nyugati homlokzatán.
- Tolna megye kőcímere: a 18. században készült címer másolata a régi megyeháza külső parkjában.
- Bezerédj István emlékműve (1942), a régi megyeháza külső parkjában.
- Szentháromság-szobor (1753).
- Szent László szobra (2001).
- Az 1848-49-es forradalom és szabadságharc emlékműve (2014), a régi megyeháza kertjének támfalán

#### Széchenyi utca
- Mayer-ház (1838–1840), Széchenyi u. 19.
- Augusz-ház (épült az 1820-as évektől), Széchenyi u. 38. Itt vendégeskedett többször is Liszt Ferenc.
- Diczenty-ház (1898), Széchenyi u. 40.
- Mattioni-ház, Széchenyi u. 53. (udvar) – Mattioni Eszter festőművész (1902–1993) szülőháza
- Ellmann-ház

#### További látnivalók
- Szent János és Pál-kápolna (18. század), Béri Balogh Ádám u. 2.
- Újvárosi templom, Pázmány tér 6.
- Remete kápolna (18. század), a Balremete szőlőhegy dombján
- Régi présházak
- Kálvária kilátó a Bartina-hegyen
- Prométheusz park mesterséges sziklákkal – a szobrok Varga Imre alkotásai
- Frigyes főherceg kiállítási pavilonja – a Bárányfoknál, a Gemenci Kirándulóközpontban

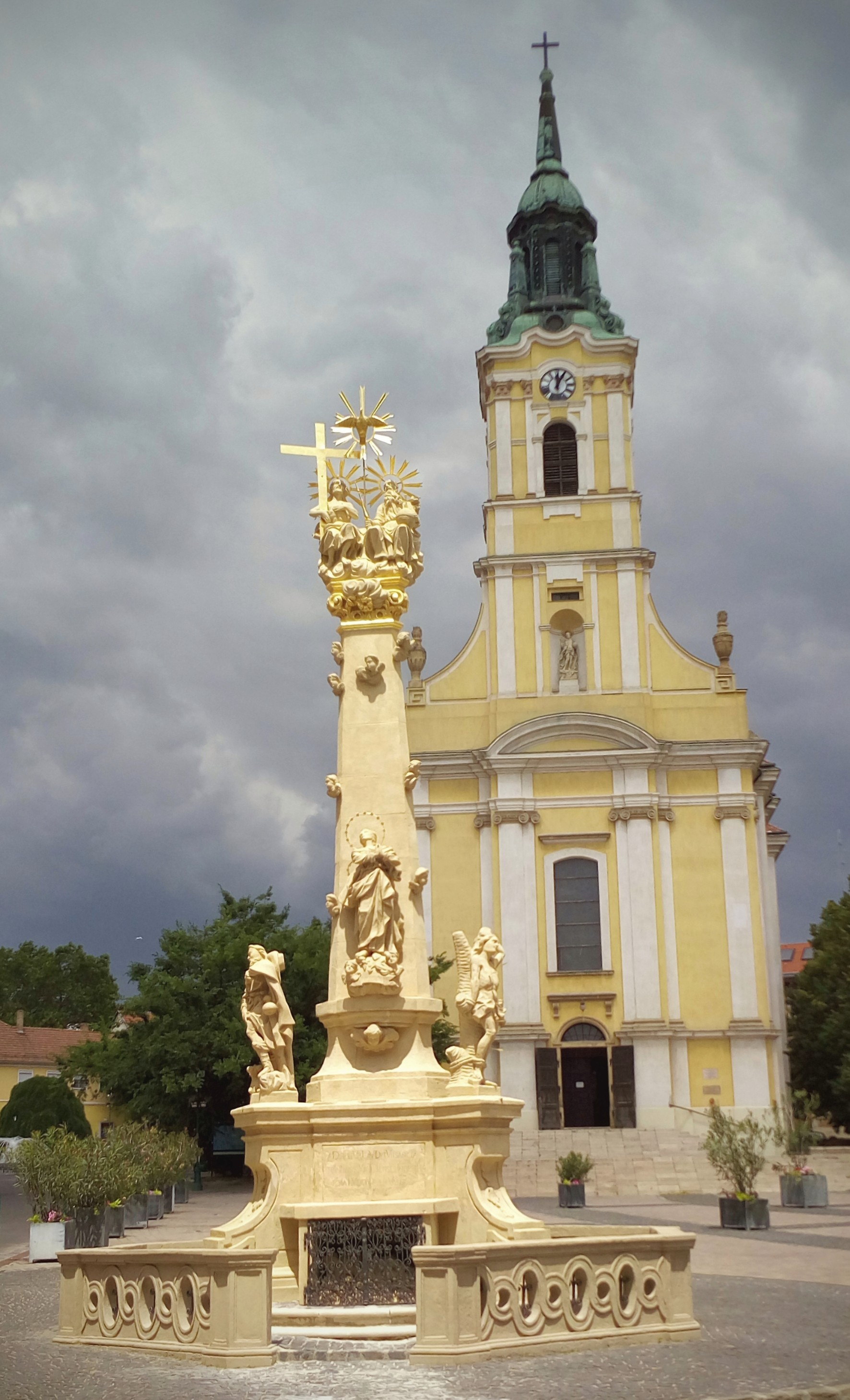
A Szentháromság-szobor a háttérben a Belvárosi templommal

- Bati-kereszt kilátó

#### Szobrok

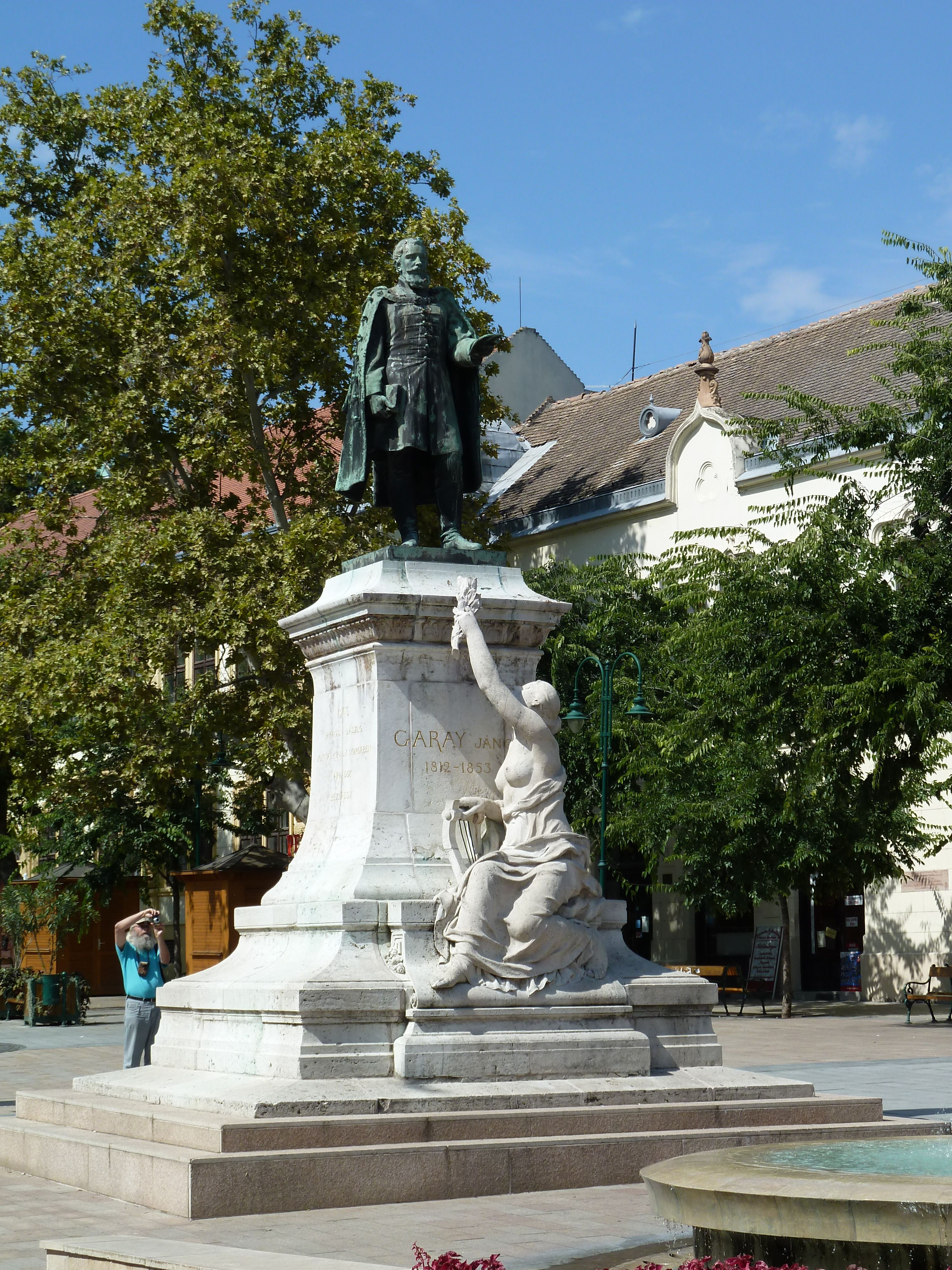
Garay János szobra

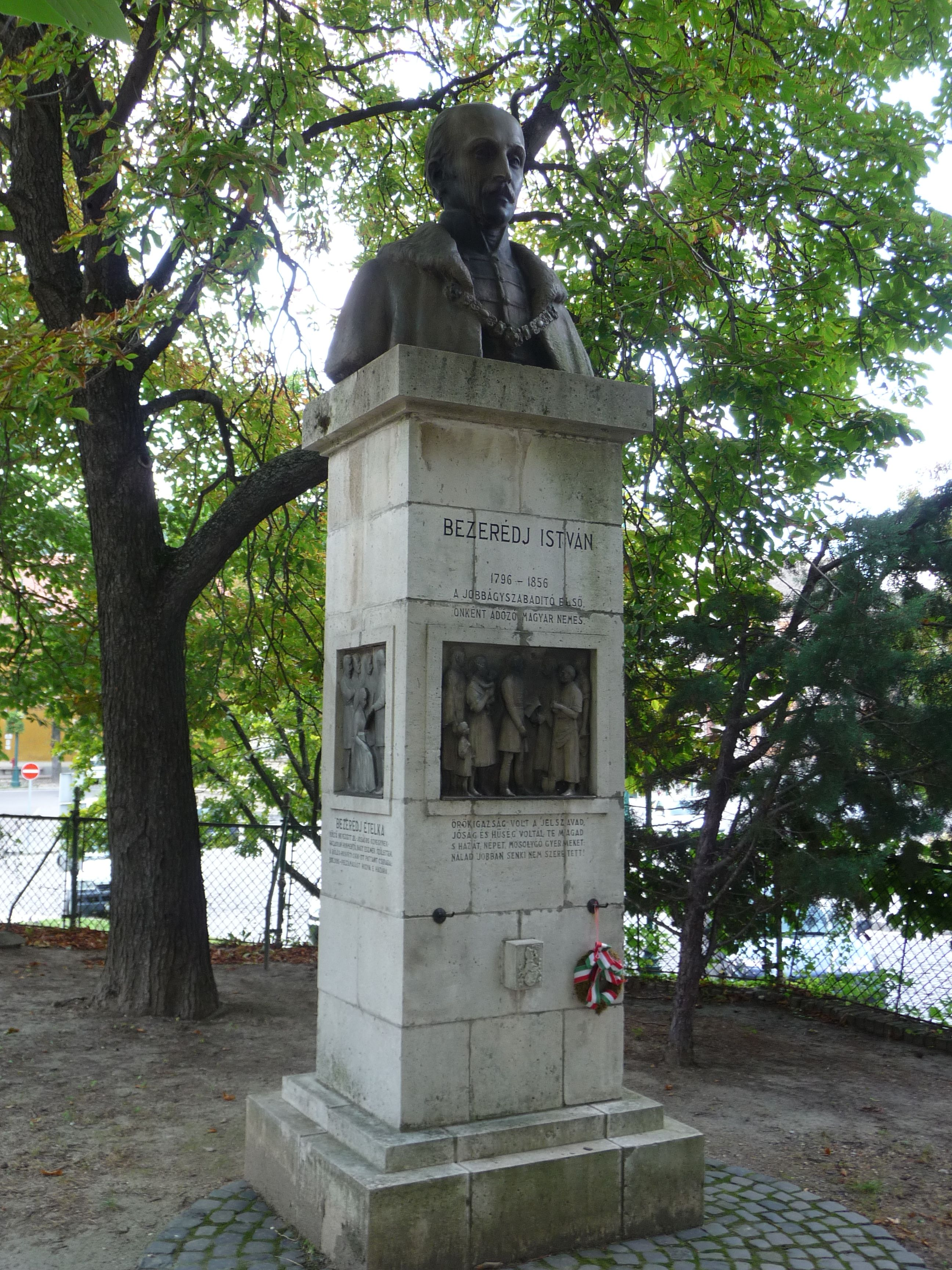
Bezerédj István emlékműve

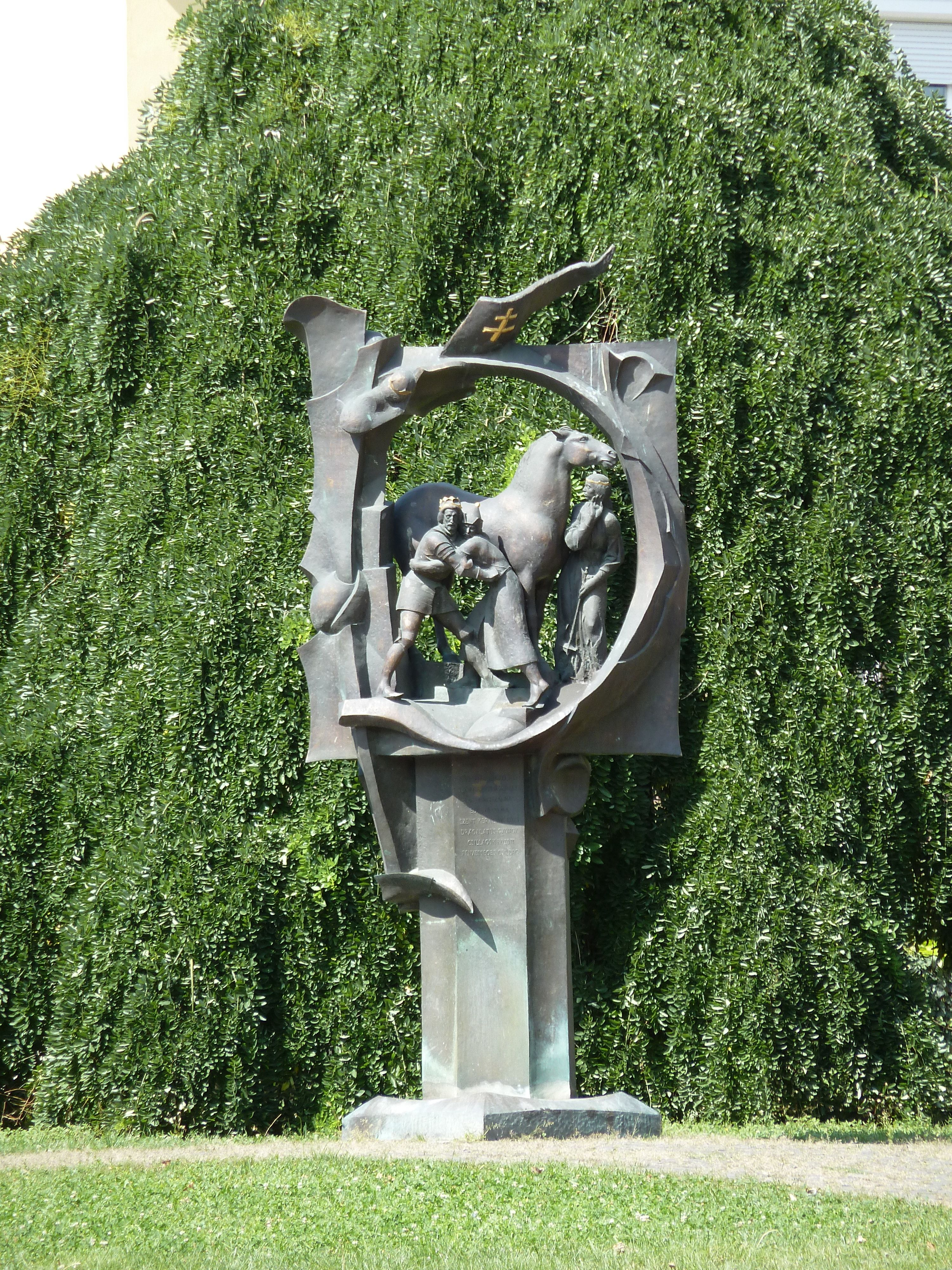
Szent László szobra

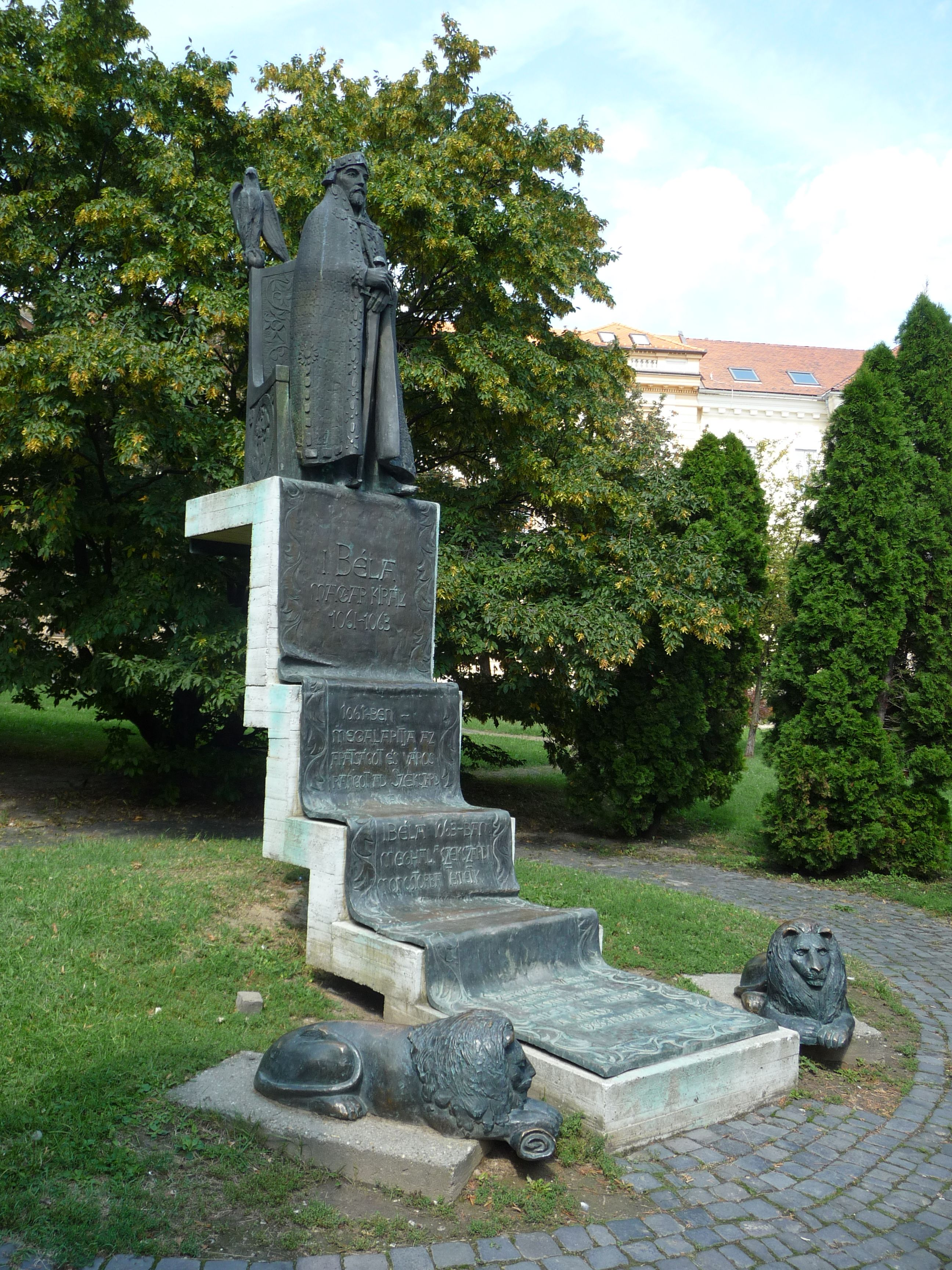
Lesenyei Márta: Béla király – szoborcsoport

- Szentháromság-szobor – a város legrégibb, barokk stílusú szobrát 1753-ban emelték az 1738–1740-es pestisjárványra emlékezve. Alkotói ismeretlenek. Abból, hogy ehhez nagyon hasonló pestisoszlop áll Temesvár főterén, egyesek az alkotók azonosságára következtetnek, de ezt a feltételezést a szakértők nem erősítették meg.

Az oszlop tetején három alak foglal helyet:
- az Atya
- a Fiú és
- a Szentlélek – ez utóbbi glóriától övezett galamb formájában.

Alul, az oszlop körül végigfutó, hétszög alakú homokkő párkány a hét szentséget jelképezi. Eredetileg ide kellett kitenni a szentelésre váró húsvéti sonkát. Az oszlop tövében álló szobrok:
- Szűz Mária
- Szent Rókus
- Szent Sebestyén
- Szent Kajetán

Legalul, a déli oldalon álló jelképes sír kovácsoltvas ajtaja a barokk fémművesség szép darabja, a város legrégebbi ilyen emléke. Mögötte szent Rozália pihenő szobra egy ismeretlen helybéli mester alkotása.
A talapzat mindhárom oldalán egy-egy kőtáblán latin nyelvű kronosztichon olvasható: szövegeikben a római számként is értelmezhető betűk összege az 1740-es évszámot adja. A három tábla szövege magyarul:
- „Tiszteltessék, dicsértessék a szekszárdiakat a pestisjárványban megmentő Szentháromság”,
- „A legkiválóbb Trautsohn József apáti kormányzósága alatt fogadalomból emeltetett”, illetve
- „A kiváló Pinczés úr gondnoksági szolgálatakor üdvösen bevégeztetett”. A rossz állapotú szobrot 2016 őszén és telén teljesen felújították.

- Garay János szobra a Garay téren áll. A késő reneszánsz stílusú műalkotást Szárnovszky Ferenc készítette, 1898-ban. A művész a költő szobrát Barabás Miklós rajza alapján formázta meg. A szobrot Párizsban, a Gruet-cégnél öntötték. A talapzatot Hector d'Espona műépítész tervezte és Andretti Anzelm budapesti kőfaragó készítette el. Az elején helyet foglaló, a főalaknak babérágat nyújtó géniusz Köllő Miklós alkotása. A nőalaknak Kálmán Dezső kölesdi pap a Borcsa nevet adta. A nyugati (hát-) oldalon dombormű ábrázolja „Az obsitos” egyik jelenetét. A talapzat két oldalára Garay János leghíresebb verseinek címét vésték.
- Bezerédj István emlékművét Konrád Sándor szobrászművész formálta meg 1942-ben. A Béla téren áll, a Megyeháza kertjében.

A Szekszárdi Kaszinó választmánya 1896-ban döntötte el, hogy szobrot állít Bezerédj Istvánnak. A pénz nagyon lassan gyűlt, a döntő áttörést a Simontsits Elemér által 1903. február 14-én rendezett „vívóakadémia” hozta meg – ennek bevétele jelentősen hozzájárult a szoboralaphoz. Radnai Gyula szobrászművész egy félkör alakú építményben elhelyezendő mellszobrot tervezett, de ebből a különféle részletkérdések vitája miatt nem lett semmi. 1911-ben a Kaszinó választmánya Jankovich Gyula és Horvay Gyula szobrászművészekkel pályáztatta meg az újabb szobortervet. A megvalósítás ezúttal a háború miatt hiúsult meg, mivel az ezt követő inflációban az összegyűjtött pénz értékét vesztette.
1941-ben a százéves fennállását ünneplő Szekszárdi Kaszinónak sikerült elég támogatót találnia egy, az eredeti elképzelésnél szerényebb kivitelű mellszobor felállításához. A munkát egy helybeli fiatal szobrászművészre, Konrád Sándorra bízták. A szűkös anyagiak miatt ideiglenesen alumíniumból elkészített szobrot 1942-ben állították fel a Megyeháza bejárata elé (később sikerült bronzba önteni). Eredeti helyén 1970-ig állt, jelenlegi helyére több évi huzavona után került.
A talapzaton három dombormű látható:
- a középsőn Bezerédj István látható jobbágyai közt,
- a jobb oldalin Bezerédj István első felesége, Bezerédj Amália ül íróasztalánál, mellette kislánya, akinek a közkinccsé vált „Flóri könyve” című verses kötetét írta.
- a bal oldali domborművön Bezerédj második felesége, Bezerédj Etelka, Arany János „Jóságos özvegye” látható Deák Ferenccel, Arany Jánossal, Csengeri Antallal, Bartal Györggyel és Bezerédj Pállal – utóbbi a Deák által neki átnyújtott húsvéti cikket olvassa.

A domborműveket Bodnár István kis versei magyarázzák.
- A Kilátó emlékmű Kiss István munkája. 1983. augusztus 20-án avatták fel. A város lakói igen vegyesen fogadták az emlékművet, amit szőlőszobornak csúfolnak. Az ellenérzésekben jelentős része volt annak, hogy mű szőlőlevelein feltüntették a város akkori tanácsi hivatalnokainak nevét. Valószínűleg ez is közrejátszott abban, hogy a talapzatba tervezett várostörténeti domborműveket nem készítették el.
- Illyés Gyula szobra Janzer Frigyes műve. A város főutcáján, az íróról elnevezett pedagógiai főiskola bejárata előtt áll.
- A Borkút a régi megyeháza külső parkjában áll. Szatmári Juhos László szobrászművész és Baky Péter alkotása. Rendezvényeken a szobor hordójának csapjain kétféle bor csapolható.
- Szent László szobra Nagy Benedek alkotása. Szekszárd védőszentjének szobrát 2001-ben avatták fel a Béla téren. A szobor a Bécsi Képes Krónika egyik iniciáléja alapján készült, és azt a jelenetet ábrázolja, amikor a király megment egy magyar leányt az őt elraboló kun vitéztől. Tartóoszlopon a Szent Lászlót dicsérő, 1470 körül szerzett latin himnusz 1500 körüli magyar fordításának első versszaka olvasható. A himnusznak két csonka másolata maradt fenn a Gyöngyösi-, illetve a Peer-kódexben. A teljes vers ebből a kettőből állítható össze. A legendák szerint hajdan a szobor mostani helyén állt Szent László kútja. Éppen ezért a bravúros plasztikai megoldású alkotás egyúttal ivókút is.
- Szent István szobra a Szent István téren, a Babits Mihály Művelődési Ház mellett áll. Farkas Pál szobrászművész alkotását 2002. augusztus 20-án avatták fel. A szoborhoz szükséges pénzt közadakozásból teremtették elő. A gyűjtést Szigetvári Ernő szekszárdi lakos szervezte.
- Ugyancsak a Szent István téren áll a Szent István tér emlékoszlop. Bakó László művét 2000. augusztus 20-án avatták fel.
- Sárkányos kerékvető (Bezerédj u.)
- Béla király szobra Lesenyei Márta műve (1986). Szekszárd alapításának 925. évfordulójára emelték.
- Háry János szobrát dr. Joó Ferenc adományából készítette el Farkas Pál szobrászművész, 1992-ben. A Liszt Ferenc téren, annak a Diczenty-ház felé néző oldalán áll.
- Háry János másik szobra az Obsitos udvarház (Garay tér 16.) bejárata feletti párkányon üldögélve tekint le a járókelőkre. Adorjáni Endre bronzból készült alkotását 2007-ben öntötték.
- Az Ivó szarvas szobra a Mészáros Lázár utcában, a Gemenc Szálló előtt látható.

Götz Sándor szobrászművész alkotását 1976-ban állították fel.
- Babits Mihály szobra (1) a Szent István tér dísze. Kiss Kovács Gyula munkája 1971-ben készült el. Először a költő nevét viselő művelődési ház melletti kis térre állították fel, onnan helyezték át a mai helyére, a Sétakert platánjai alá.
- Babits Mihály szobra (2) Farkas Pál munkája. 1981-ben avatták fel. A töprengő költő életnagyságú bronzalakja Babits Mihály szülőházának udvarán, egy mészkő talapzaton álló mészkőfotelben ül.
- Liszt Ferenc szobra Borsos Miklós alkotása. A mellszobrot 1981-ben avatták fel a Liszt Ferenc téren. A zeneszerzőnek a Liszt Ferenc Társaság szekszárdi csoportja kezdeményezésére állítottak szobrot a róla elnevezett zeneiskolának helyet adó Augusz ház melletti sétakertbe.
- Wosinsky Mór mellszobrát Farkas Pál készítette el, 1982-ben. A múzeum első igazgatójának szobrát először a múzeum épületében helyezték el, később került mostani helyére: a Szent István tér 26. (azaz a múzeum) előtt áll. A szobor egy másik példányát 1995-ben állították fel a Bezerédj utcában, a római katolikus plébánia udvarán. Létezik egy harmadik példánya is, az Tolnán, a sportcsarnok előtt áll.
- Az első világháborús emlékmű Orbán Antal munkája (1924). A Szent István téren áll.
- A második világháborús emlékmű Fusz György munkája (1992). Ugyancsak a Szent István téren áll.
- Az 1919-es mártírok emlékműve Makrisz Agamemnon alkotása. Talapzatán a Tanácsköztársaság bukása után kivégzett kommunisták névsora olvasható. Ugyancsak a Szent István téren állt. 2009. október 5-én az önkormányzat döntése alapján a budatétényi Szoborparkba szállították.[42]
- Az 1956-os forradalmi emlékmű is a Szent István tér dísze. Csíkszentmihályi Róbert munkáját 2000. október 29-én, a Szekszárdi Nemzeti Bizottság megalakulásának évfordulóján avatták föl. 1956. október végéig egy szovjet hősi emlékmű állt itt; eltávolítása után a helyén egy kis fűzfa sarjadt. 1971-ben egy fehér kőszobrot állítottak ide – hogy az emlékműnek helyet csináljanak, Tar István: A Bőség szobra című alkotását a Tartsay Vilmos utcába helyezték át.
- Az emlékmű mögött egy 1956-os forradalmi emlékoszlopnak nevezett kopjafa áll. Bakó László kompozícióját 1989-ben a Béla téren állították fel; ezt is 2000. október 29-ére hozták át ide. Az oszlop talapzata egy négyszögletes kőlap, amin mind a négy irányból az 1956 évszám olvasható.
- Az Oázis szökőkút Kis Ildikó műve, a Találka tér dísze.
- A Millecentenáriumi emlékmű Adorjáni Endre és Farkas Pál munkája (1996). A Liszt Ferenc téren áll. A siklósi márványból vágott, az egymást követő évszázadokat jelképező lapokat helyi jellegzetességekre és eseményekre utaló motívumok díszítik.
- A Millenniumi kaput a Forma-Symposion művészei:
- Csíkvári Péter (tervező)
- Bakos Ildikó
- Gábor Éva Mária
- Gáti Gábor
- Király Vilmos
- Ligeti Erika (alkotók)
- Szatmári Juhos László (kivitelező, a csoport alapítója) gyártották le 2000-ben. Az évezred kapuját 2001. augusztus 20-án avatták fel a Luther téren, ahol az elmúlt korok jelentősebb kulturális és történelmi események szimbolikus motívumait idézve nyit teret a jövő felé. A három szerkezeti egységből álló, félig kőből, félig fémből készült szimbolikus kapu szárnyán az öt művész összesen 20 bronztáblán (domborművön) fentről körben lefelé haladva mutatja be az elmúlt 2000 év kiemelkedő történelmi, kulturális eseményeit, eredményeit.
- Az Őszike szobor a Liszt Ferenc tér díszkútjának főalakja. Fusz György szobrászművész alkotta 1997-ben. Az Őszike (tücsök) elnevezés Babits Mihály: Szerenád című versére utal.
- A Zsidó áldozatok emlékműve (domborműves sztélé) Konrád Sándor szobrászművész alkotása.
- A Bőség szobra a Tartsay Vilmos utcában áll. Tar István alkotását (1971) eredetileg a Szent István tér díszének szánták, de 2000-ben áthelyezték ide, hogy a téren helyet csináljanak az 1956-os emlékműnek.
- Cenci néni keresztje
- A Holokauszt-emlékmű Szatmári Juhos László alkotása (2004). A Szent István téren, a Művészetek Háza előtt, a Boldogság-kapu mellett látható (a Művészetek Háza a második világháború előtt zsinagóga volt).
- A Gyűrűkert Szatmári Juhos László alkotása. A bronz térplasztikát az ezeréves Tolna megye tiszteletére a Megyeháza kertjében, egy tömzsi oszlopon helyezték el. A gyűrű a kötődés, a város iránti hűséget jelképe. A kompozíció középpontban a templom áll, amit a Dunántúlra jellemző táj vesz körül szántóföldekkel, növényekkel. A művet 2009-ben dr. Puskás Imre dr. Pálos Miklós és Kapitány Zsolt alelnökökkel együtt leplezte le, majd Szabó Vilmos Béla evangélikus esperes, Rácz József református esperes és Ravasz Csaba katolikus plébános szentelte fel, illetve áldotta meg.
- A Hunor és Magyar székelykapu a Tolna Vármegyei SZC Ady Endre Technikum és Kollégium (Széchenyi utca 2–14.) belső udvarán, a régi épületnél áll 2000 óta. Király László műve nem egy szokványos székelykapu, hanem igényes, sajátos stílusú alakokkal utal őseinkre. A kapu két oldalán Hunor és Magyar izmos, erős férfialakja áll őrt. A Rege a csodaszarvasról jelenetei között a „Száll a madár, száll az ének” idézetet olvashatjuk.
- Az ugyancsak az egykori Ady Endre középiskola, szakközépiskola és kollégium (Széchenyi utca 2–14.) belső udvarán, a régi épületnél álló harangláb is Király László munkája. A 2007-ben felállított kompozícióba bronz harangot terveztek, de az végül nem készült el. Egy ünnepségre úgy kértek kölcsön egy harangot, majd az alkotó néhány év múlva belátta, hogy a tervezett harangról le kell mondania, fából faragott egy pótlást annak helyére.
- A középiskola hosszú utcafrontja előtt három alkotás áll:
  - Ady Endre mészkőből készült mellszobrát tömzsi, négyszögletes márványoszlopon helyezték el, 1969-ben. Az oszlopon az ADY felirat olvasható. Hadik Gyula műve az iskola egykori névadójának állít emléket;
  - Bakó László: Sivatagi rózsa című szobrát 2002-ben állították fel;
  - van még egy sajátos, részben figurális benyomást keltő kompozíció is.
- Wigand János síremlékét a Garay János Gimnázium Öregdiák Szövetsége állíttatta 1923-ban az alsóvárosi temetőben, az intézmény első igazgatójának sírjára.

## Közélete

### Parlamenti képviselete
A régi választójogi törvény, az 1989. évi XXXIV. törvény hatálya alatt a város a Tolna megyei 1. számú választókerülethez tartozott. Jelenleg a 2011. évi CCIII. törvény értelmében az új Tolna vármegyei 1. sz. országgyűlési egyéni választókerület székhelye.
| Név               |  | Párt   | Terminus  | Választókerület                                                               |
| ----------------- |  | ------ | --------- | ----------------------------------------------------------------------------- |
| Dr. Ternák Gábor  |  | MDF    | 1990–1994 | Régi Tolna megyei 1. sz. választókerület                                      |
| Dr. Jánosi György |  | MSZP   | 1994–1998 | Régi Tolna megyei 1. sz. választókerület                                      |
| Dr. Braun Márton  |  | Fidesz | 1998–2010 | Régi Tolna megyei 1. sz. választókerület                                      |
| Horváth István    |  | Fidesz | 2010–2014 | Régi Tolna megyei 1. sz. választókerület                                      |
| Horváth István    |  | Fidesz | 2014–2018 | Tolna vármegyei (2022-ig: megyei) 1. sz. országgyűlési egyéni választókerület |
| Horváth István    |  | Fidesz | 2018–2022 | Tolna vármegyei (2022-ig: megyei) 1. sz. országgyűlési egyéni választókerület |
| Horváth István    |  | Fidesz | 2022–     | Tolna vármegyei (2022-ig: megyei) 1. sz. országgyűlési egyéni választókerület |

### Polgármesterei
- 1990–1994: Kocsis Imre Antal (nem ismert)[45]
- 1994–1998: Kocsis Imre Antal (független)[46]
- 1998–2002: Kocsis Imre Antal (SZDSZ)[47]
- 2002–2006: Kocsis Imre Antal (SZDSZ)[48]
- 2006–2010: Horváth István (Fidesz-KDNP)[49]
- 2010–2014: Horváth István (Fidesz-KDNP)[50]
- 2014–2019: Ács Rezső (Fidesz-KDNP)[51]
- 2019–2023: Ács Rezső (Fidesz-KDNP)[52]
- 2023–2024: ügyvezető polgármester: Gyurkovics János (Fidesz-KDNP, Ács Rezső mellett alpolgármester)[53]
- 2024– : Berlinger Attila (Fidesz-KDNP)[1]

2023-ban a város önkormányzatának közgyűlése menesztette Ács Rezső polgármestert, mert kiderült, hogy olyan helyen is vállalt munkát, ami összeférhetetlen volt a városvezetői tisztségével. Ács bíróságon támadta meg a döntést, de első-, majd október 17-én másodfokon is elvesztette a pert. A Fővárosi Ítélőtábla jogerős döntése értelmében így az időközi választásig vagy a 2024 évi önkormányzati választásig Gyurkovics János alpolgármester vált jogosulttá a polgármesteri feladatok ügyvezetőként történő ellátására.

### A 2024-es önkormányzati választás eredménye
- A polgármester-választás eredménye[56]

| Jelölt neve      | Jelölő szervezet(ek) | Jelölő szervezet(ek) | Szavazatok száma | Szavazatok aránya |
| ---------------- | -------------------- | -------------------- | ---------------- | ----------------- |
| Berlinger Attila |                      | Fidesz – KDNP        | 7788             | 54,03%            |
| Bomba Gábor      |                      | Éljen Szekszárd      | 5113             | 35,47%            |
| Tóth Endre       |                      | Mi Hazánk            | 1513             | 10,5%             |
| Összesen         |                      |                      | 14 414           | 100%              |

- A képviselőtestület-választás eredménye[57]

| Párt | Párt            | Mandátumok | Képviselő-testület | Képviselő-testület | Képviselő-testület | Képviselő-testület | Képviselő-testület | Képviselő-testület | Képviselő-testület | Képviselő-testület | Képviselő-testület | Képviselő-testület | Képviselő-testület |
| ---- | --------------- | ---------- | ------------------ | ------------------ | ------------------ | ------------------ | ------------------ | ------------------ | ------------------ | ------------------ | ------------------ | ------------------ | ------------------ |
|      | Fidesz – KDNP   | 11         | P                  |                    |                    |                    |                    |                    |                    |                    |                    |                    |                    |
|      | Éljen Szekszárd | 3          |                    |                    |                    |                    |                    |                    |                    |                    |                    |                    |                    |
|      | Mi Hazánk       | 1          |                    |                    |                    |                    |                    |                    |                    |                    |                    |                    |                    |

## Híres emberek
- Abaházi Csaba
- Abaházi Zoltán
- Babits Mihály
- Baka István
- Csalog Zsolt
- Csányi László író, Babits-kutató (1915–1993)
- Csengey Dénes
- Déry István
- Dienes Valéria
- Dózsáné Kovács Klára
- Dúzsi Tamás
- Fábián Péter
- Flatt Károly
- Földes Eszter
- Garay János
- Gáti Oszkár
- Győry György
- Győző László
- Gyüdi Sándor
- Hadnagy Albert
- Heringes Anita
- Hollós László
- Jánosi György
- Kiss Lajos apátkanonok, felsőházi tag
- Kozmann György
- Kovács Győző
- Köllő Babett
- Kőrösi Sándor
- Lajtai Kati
- Láng József
- Lázár Ervin
- Lengyel Pál (nyomdász)
- ifj. Leopold Lajos
- Makray Lajos (itt tanított és itt is halt meg)
- Mattioni Eszter
- Merő Béla
- Mészöly Miklós
- Ónody György
- Parti Nagy Lajos
- Rapai Ágnes
- Rády József
- Rubold Ödön
- Schwartzer Antal
- Sebő Ferenc
- Szakály Ferenc
- Tormay Béla
- Tormay Károly
- Toronyi L. Imre
- Tóth Auguszta
- Tóth Géza
- Wosinsky Mór
- Zeke Gyula

## Testvérvárosok
- Aalen, Németország
- Bezons, Franciaország
- Bietigheim-Bissingen, Németország
- Camagüey, Kuba
- Facsád, Románia
- Lugos, Románia
- Óbecse, Szerbia
- Ravenna, Olaszország
- Tornio, Finnország
- Waregem, Belgium
- Esztergom, Magyarország (2007)

## Galéria

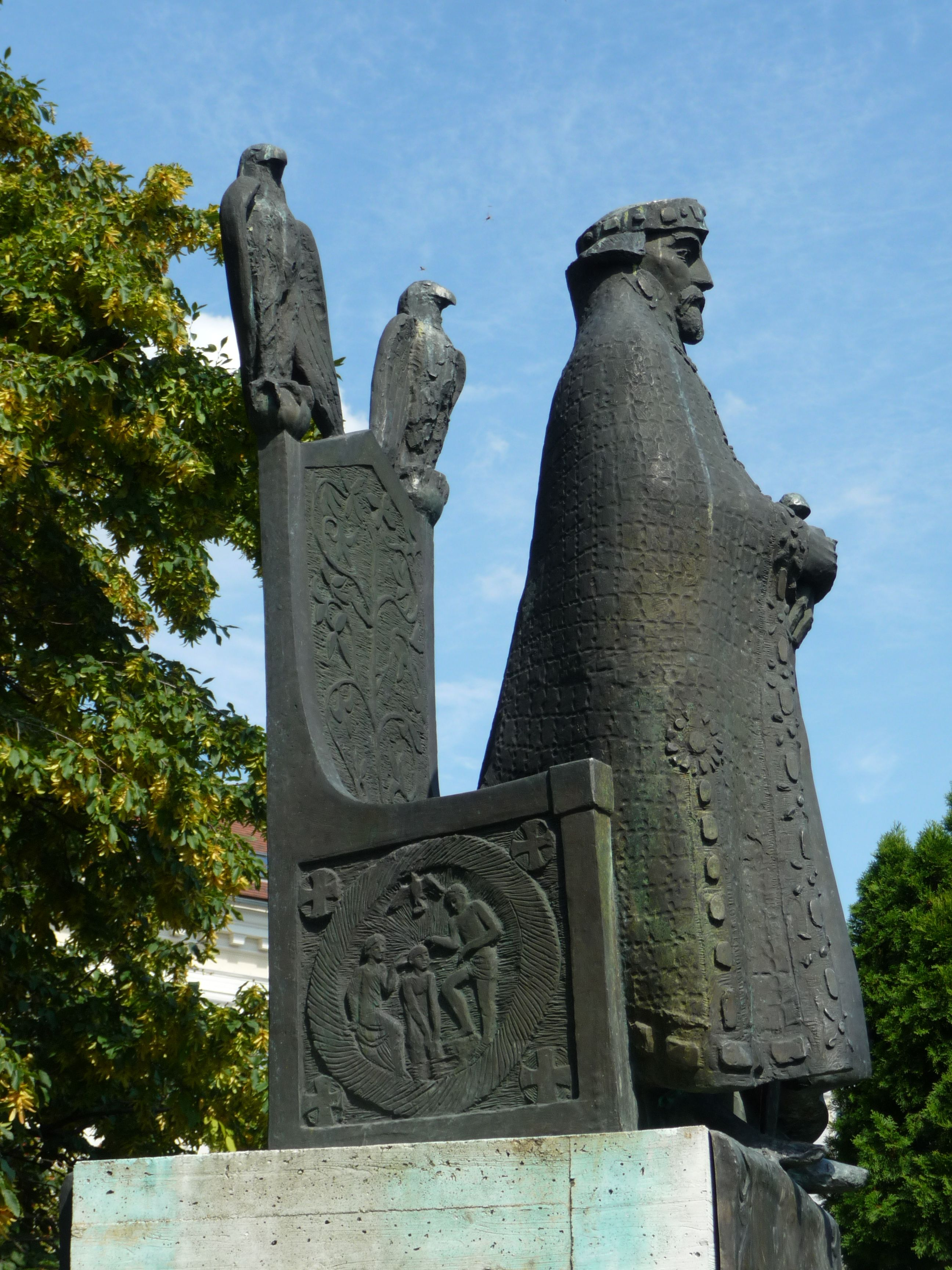
Lesenyei Márta: Béla király – a szoborcsoport főalakja
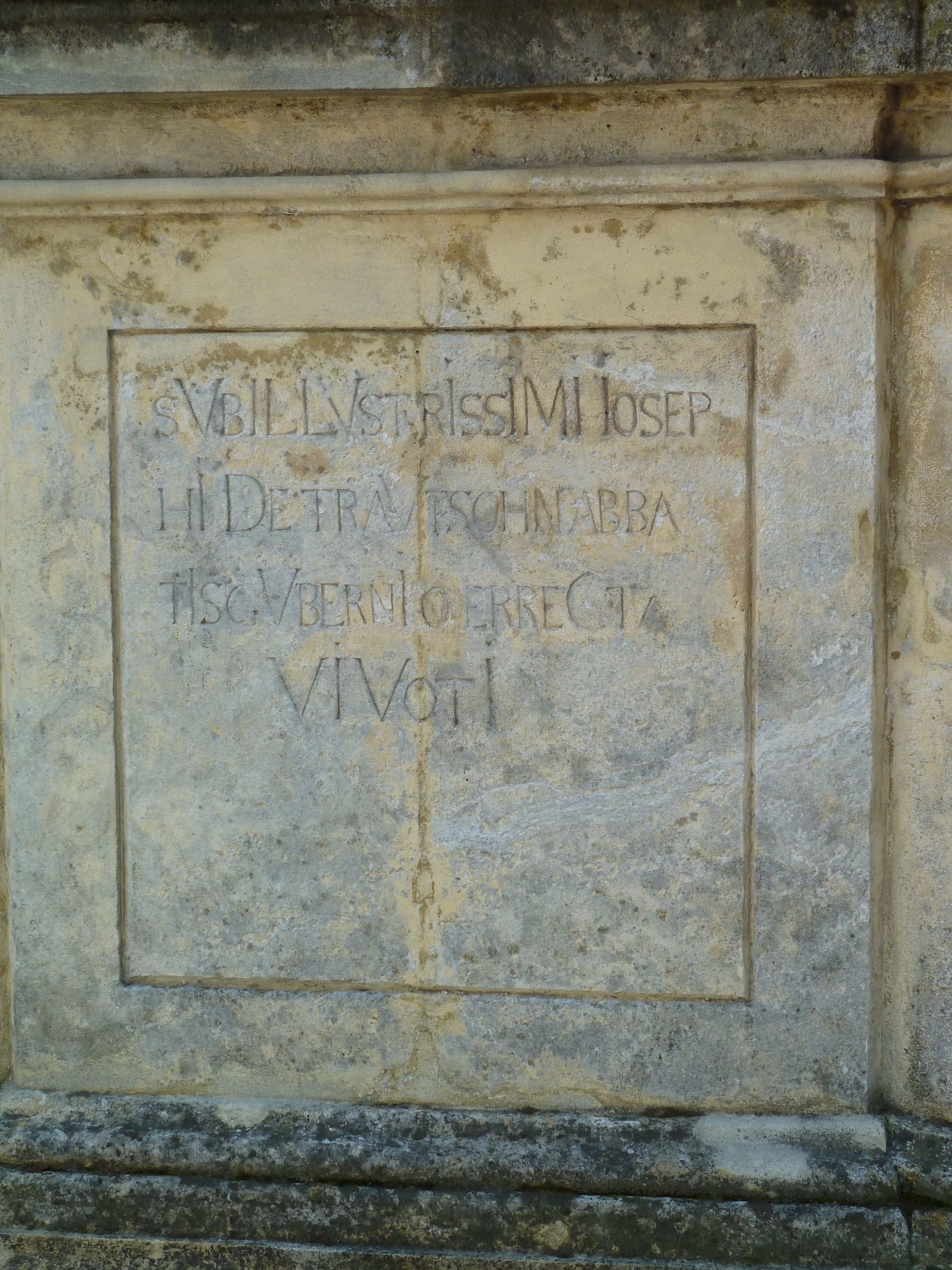
„A legkiválóbb Trautsohn József apáti kormányzósága alatt fogadalomból emeltetett” – kronosztichon Garay János szobrának talapzatán
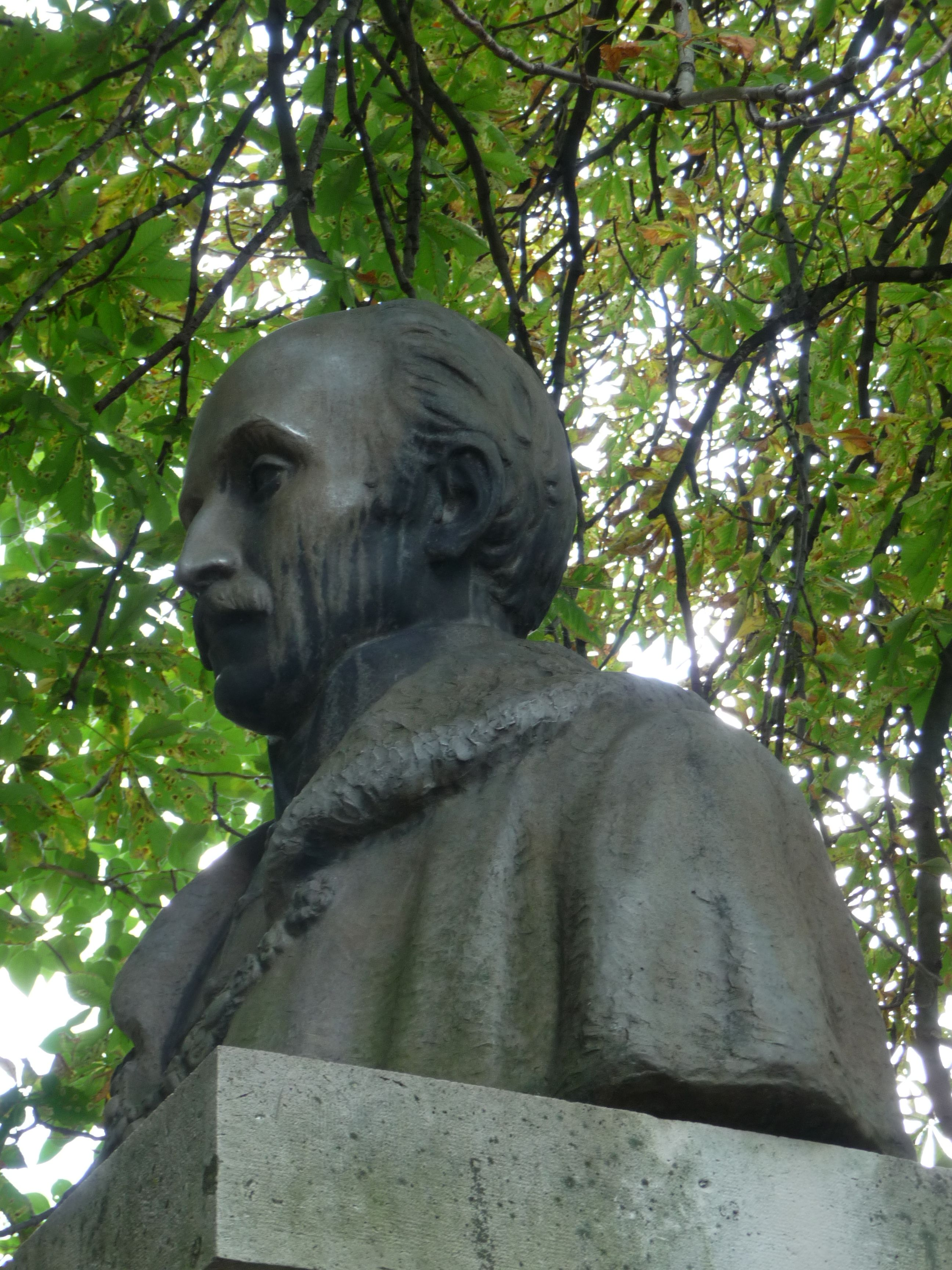
Bezerédj István mellszobra
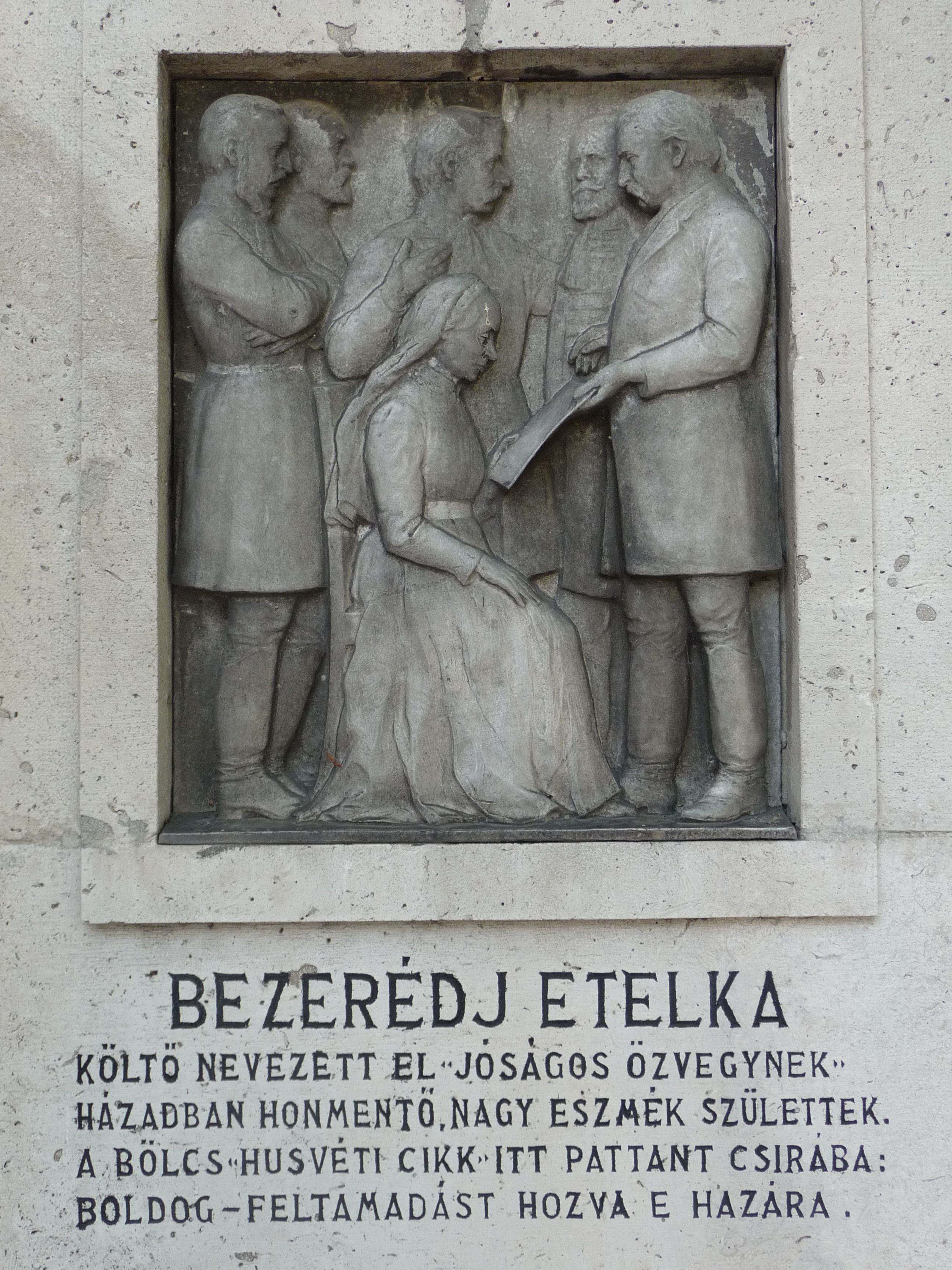
Bezerédj Etelka (dombormű Bezerédj István emlékművének talapzatán)
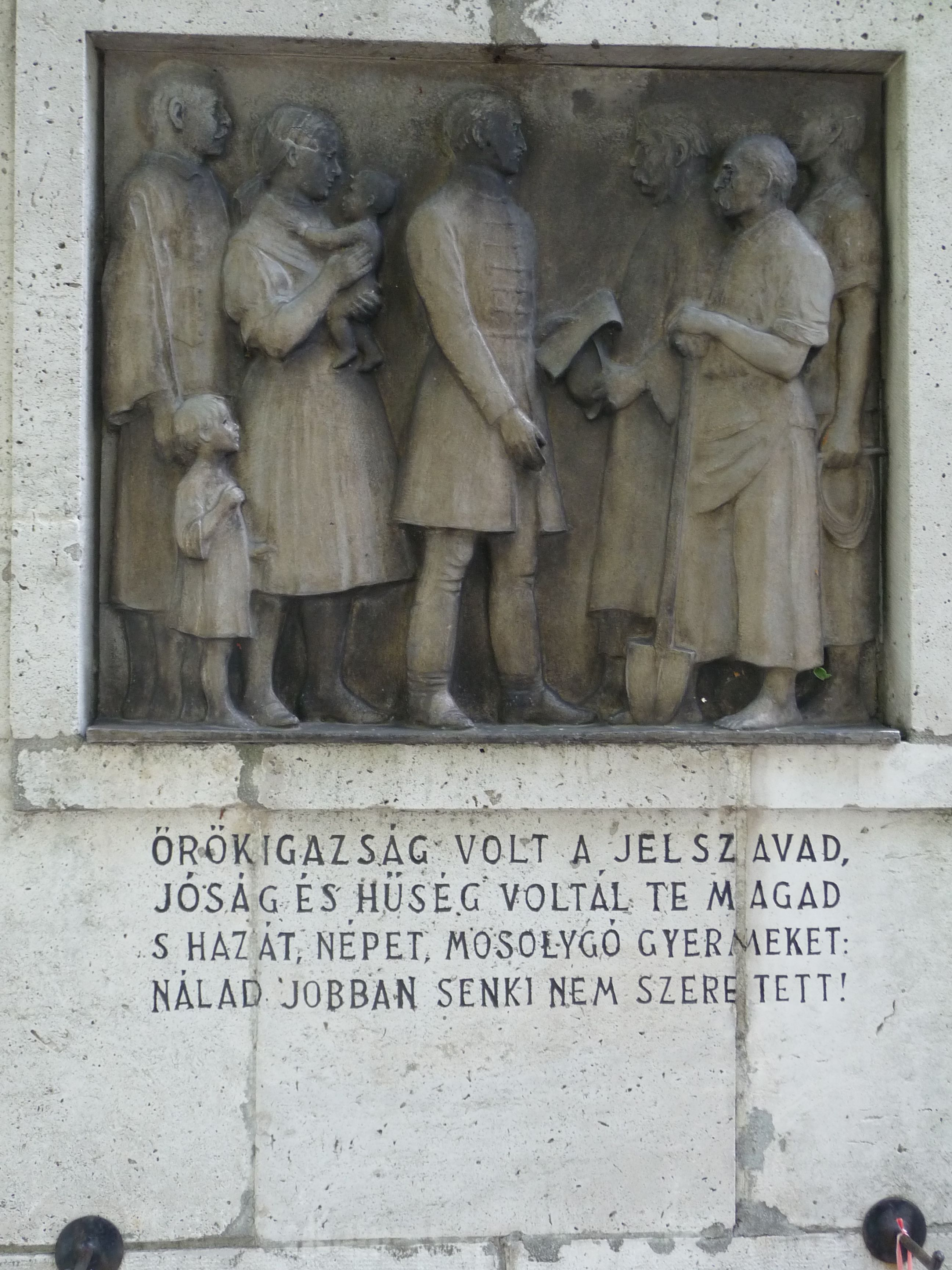
Bezerédj István jobbágyaival (dombormű Bezerédj István emlékművének talapzatán)
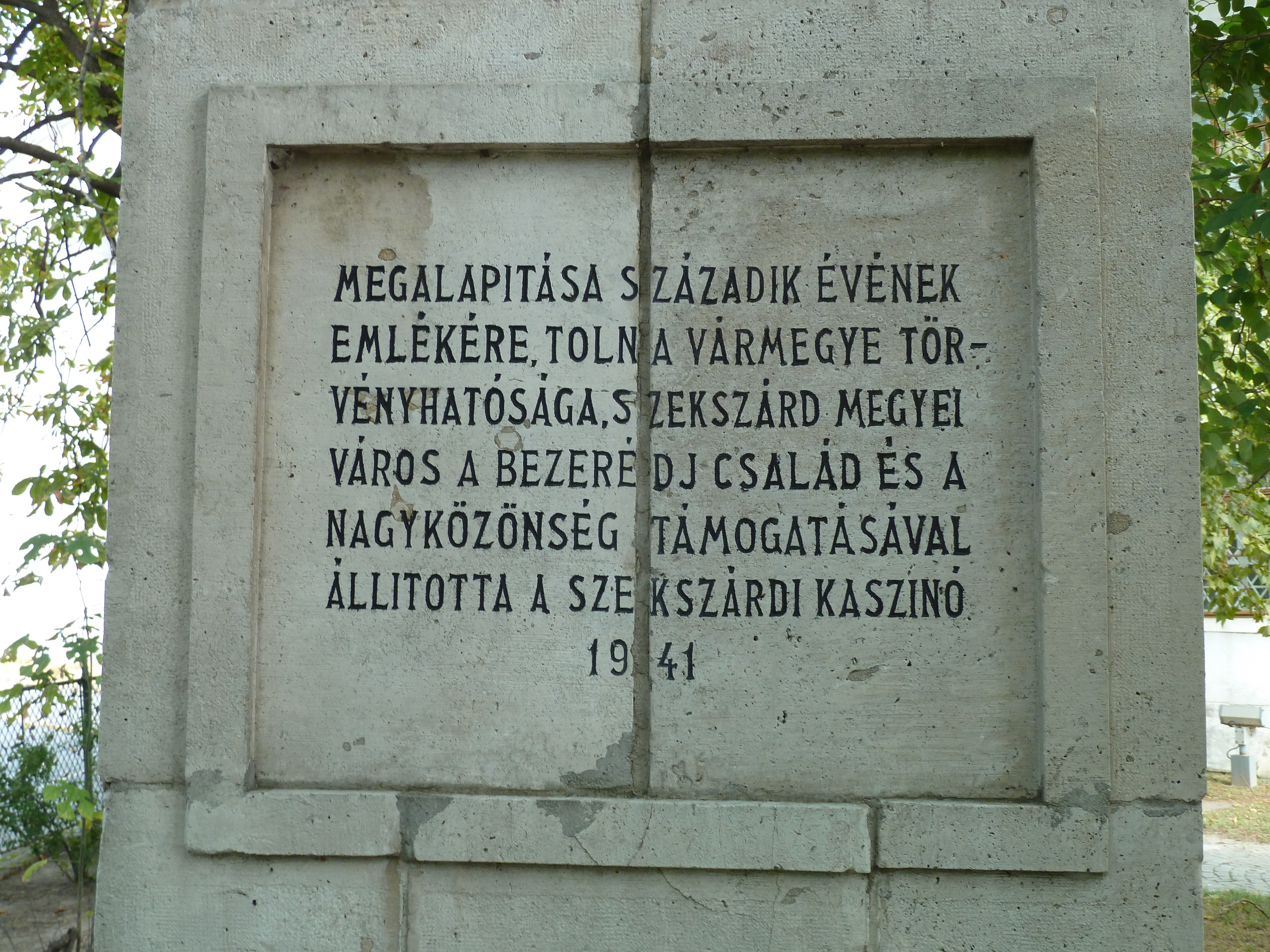
emléktábla Bezerédj István emlékművének talapzatán
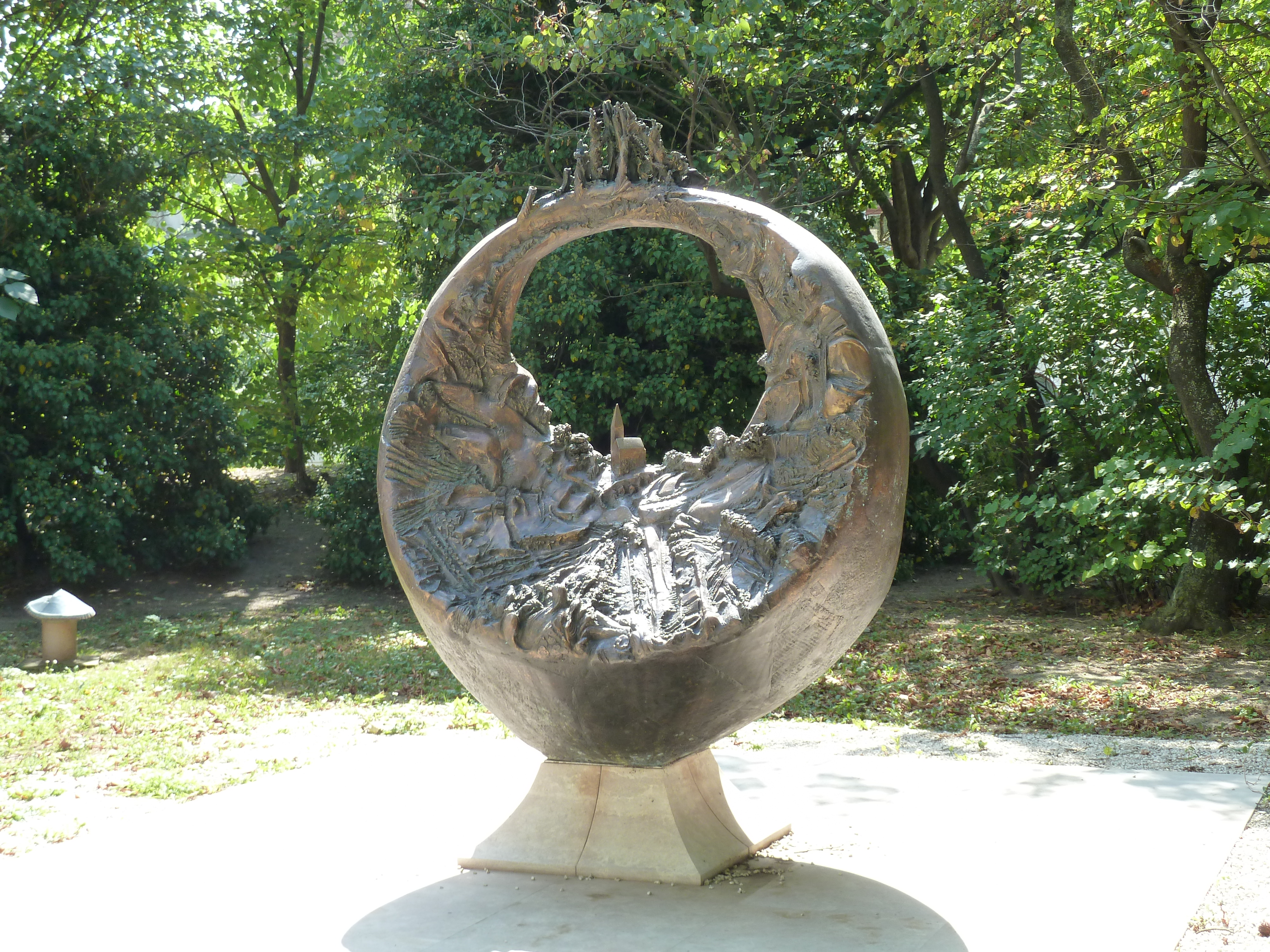
Gyűrűkert
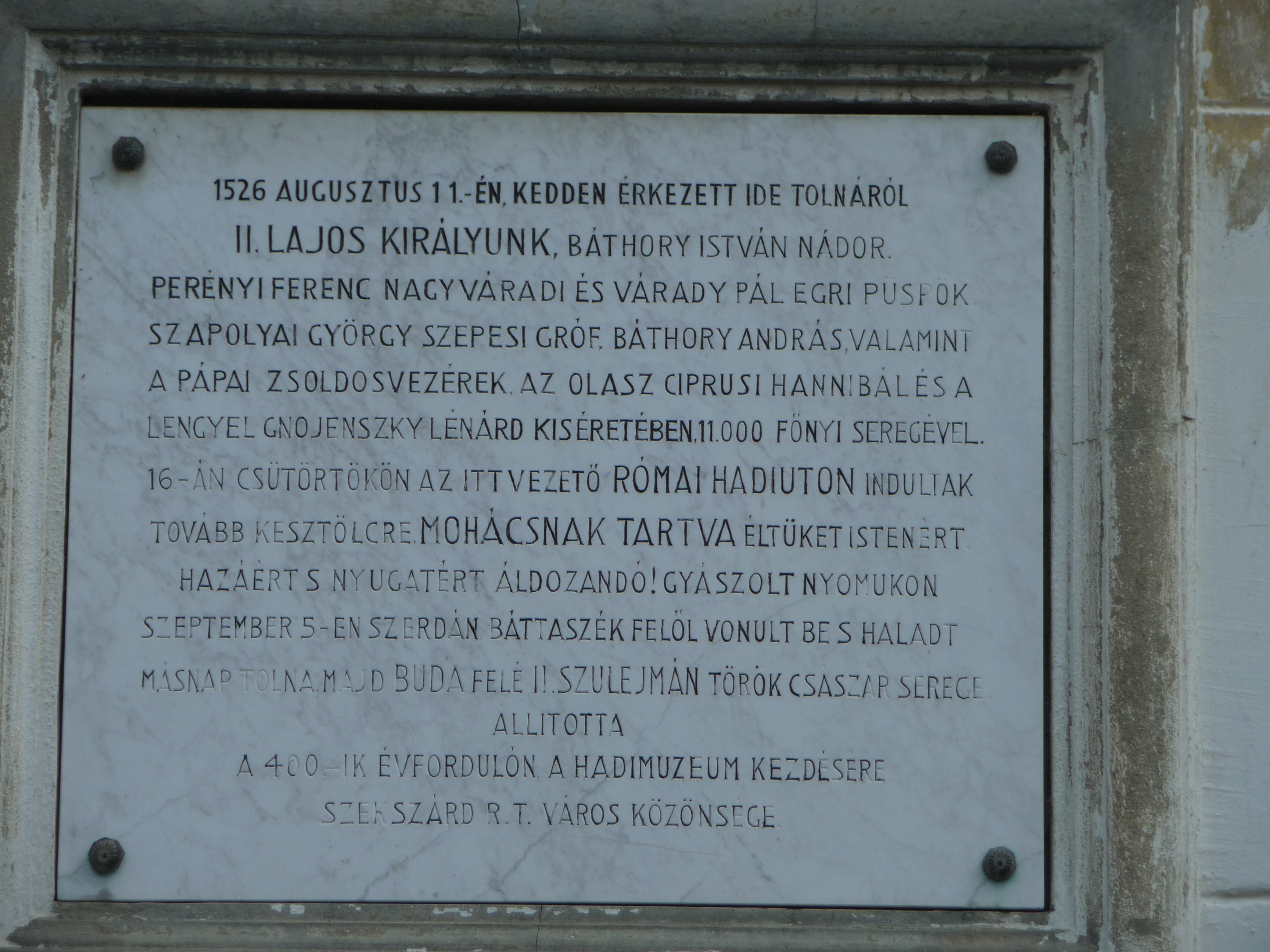
A mohácsi vész emléktáblája (1926) a régi megyeháza nyugati homlokzatán
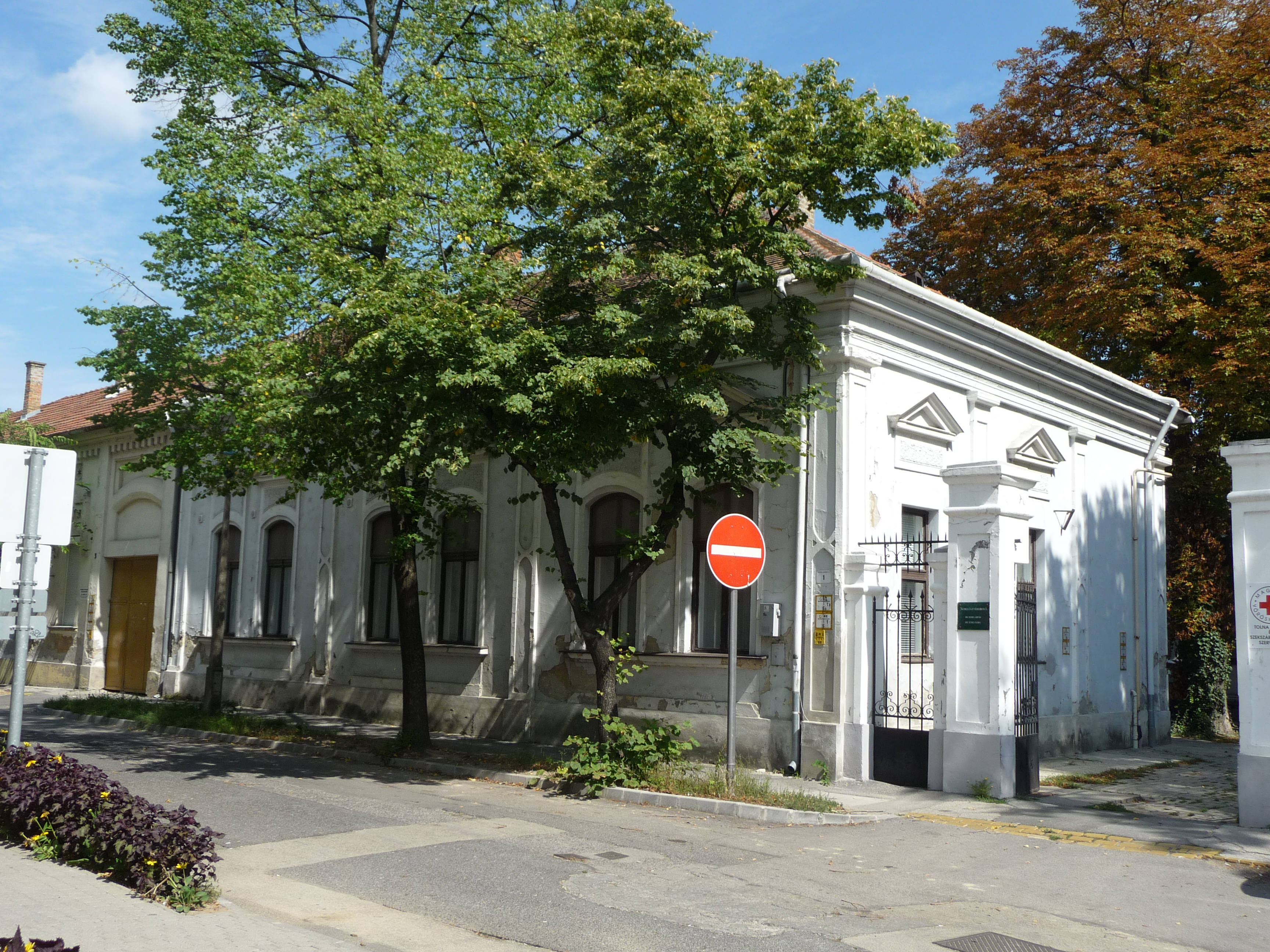
A Vöröskereszt Tolna megyei szervezetének épülete (Dózsa Gy. u. 1.)
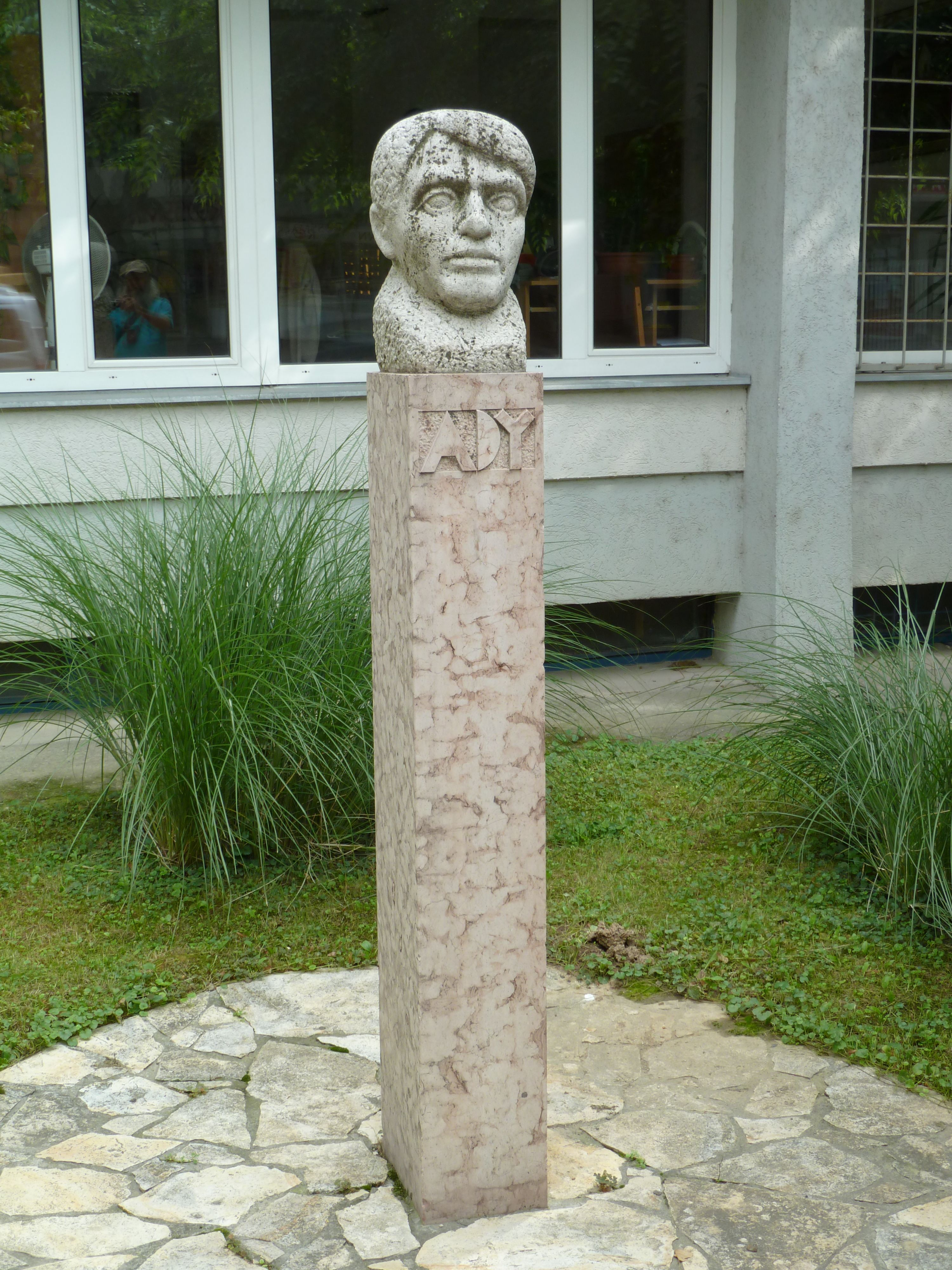
Ady Endre szobra az Ady Endre középiskola, szakközépiskola és kollégium (Széchenyi utca 2–14.) előtt
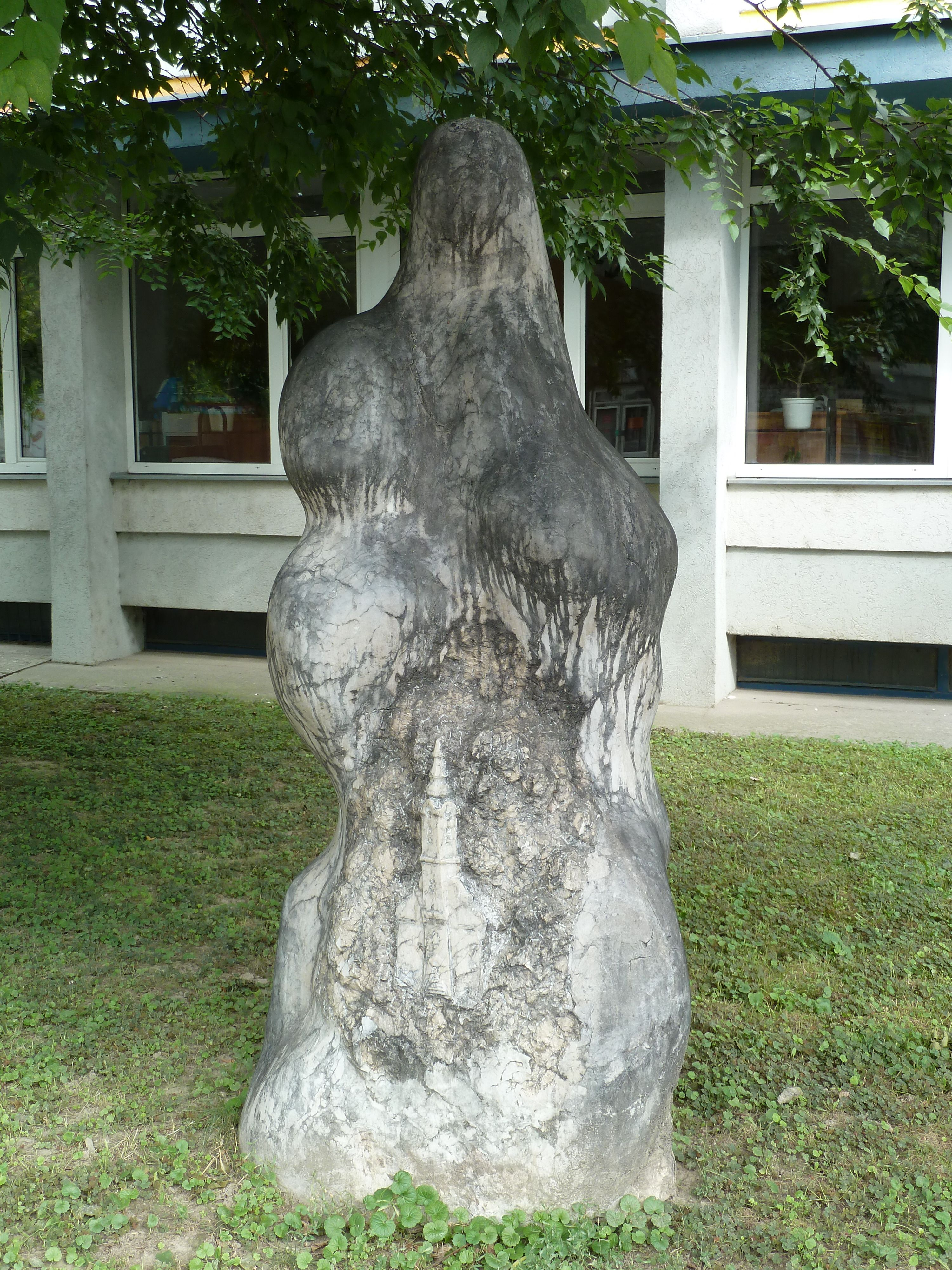
Sajátos térkompozíció az Ady Endre középiskola, szakközépiskola és kollégium (Széchenyi utca 2–14.) előtt
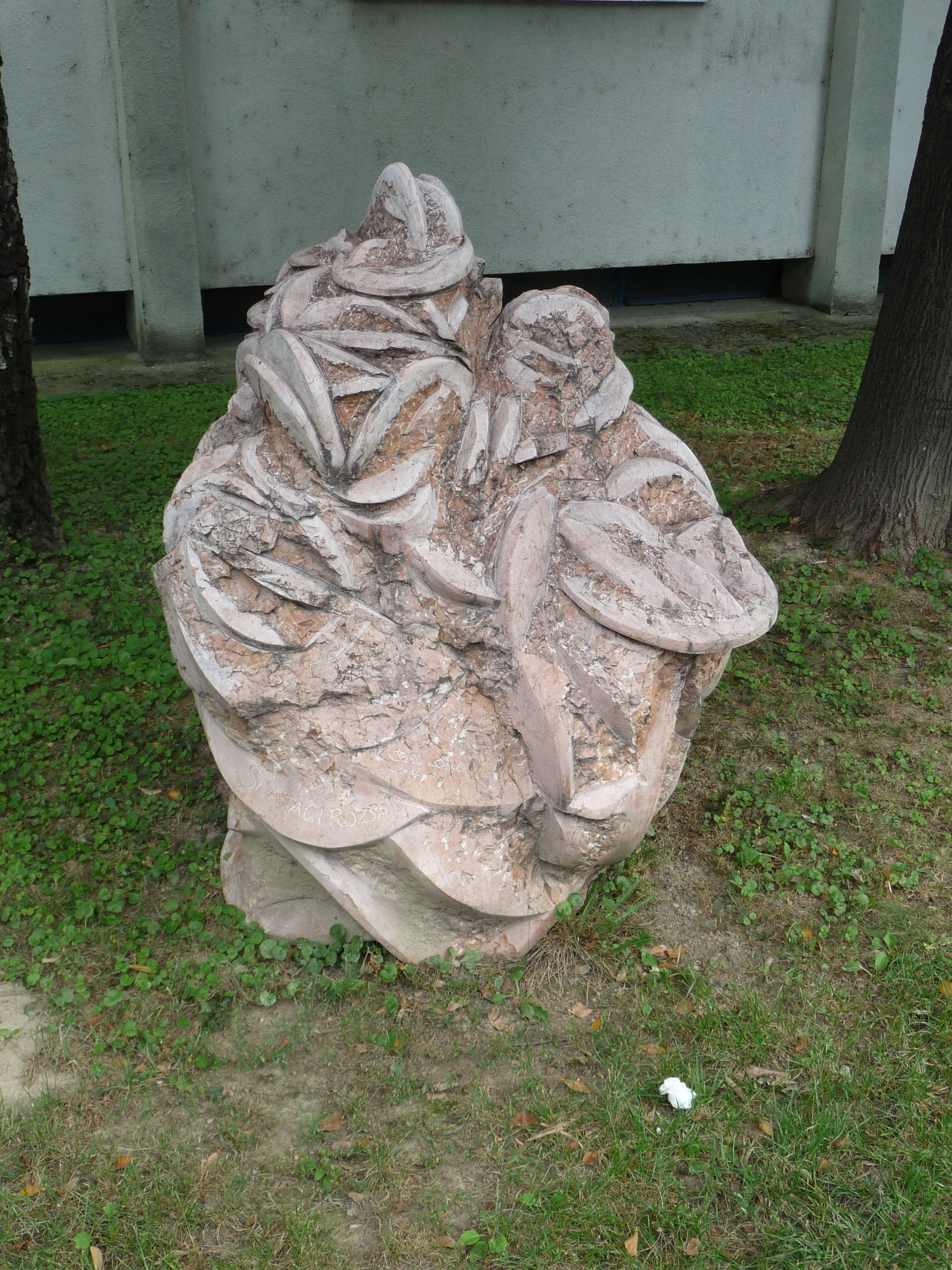
Bakó László: Sivatagi rózsa című szobra (2002) az Ady Endre középiskola, szakközépiskola és kollégium (Széchenyi utca 2–14.) előtt
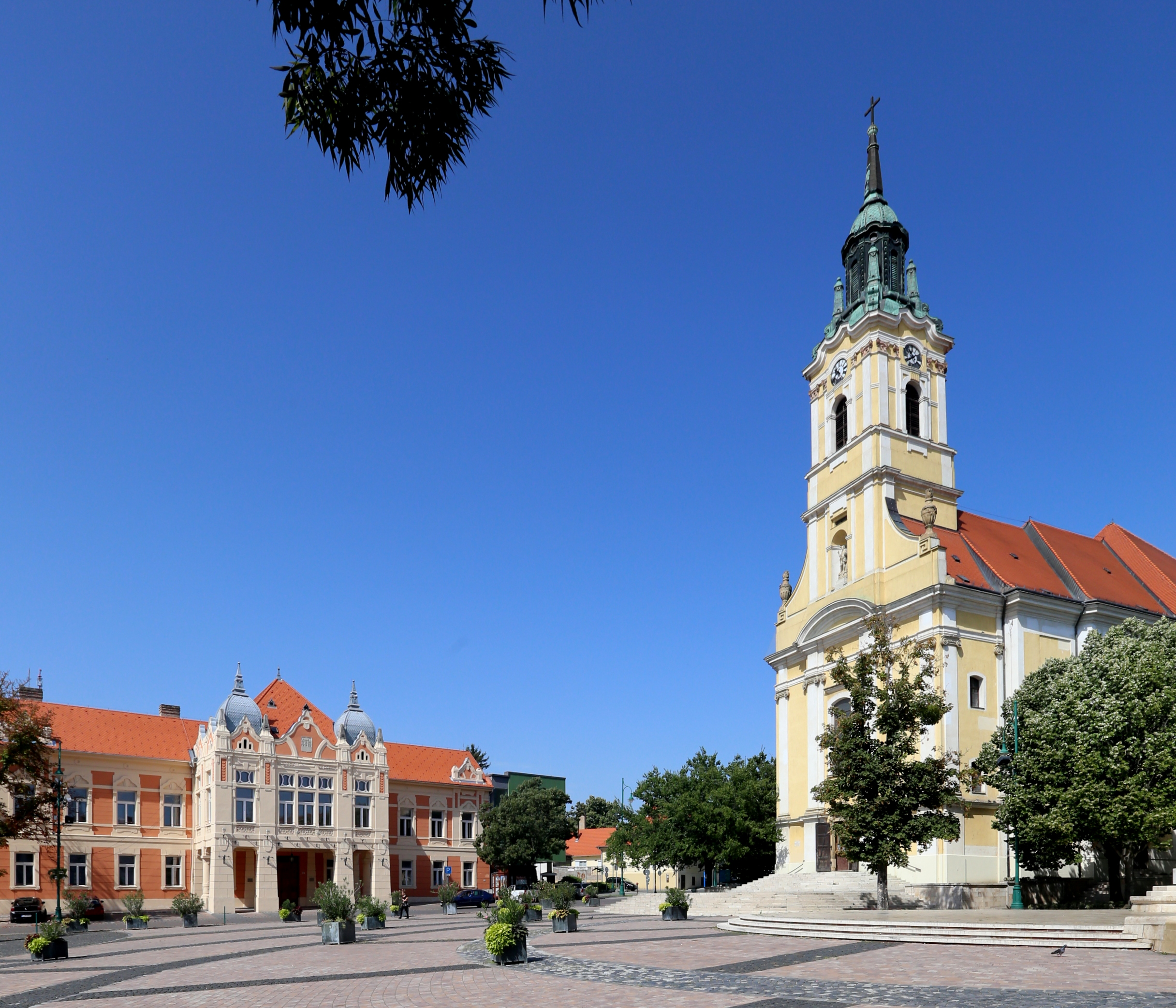
Főtér, (I. Béla király tér) 2017-ben
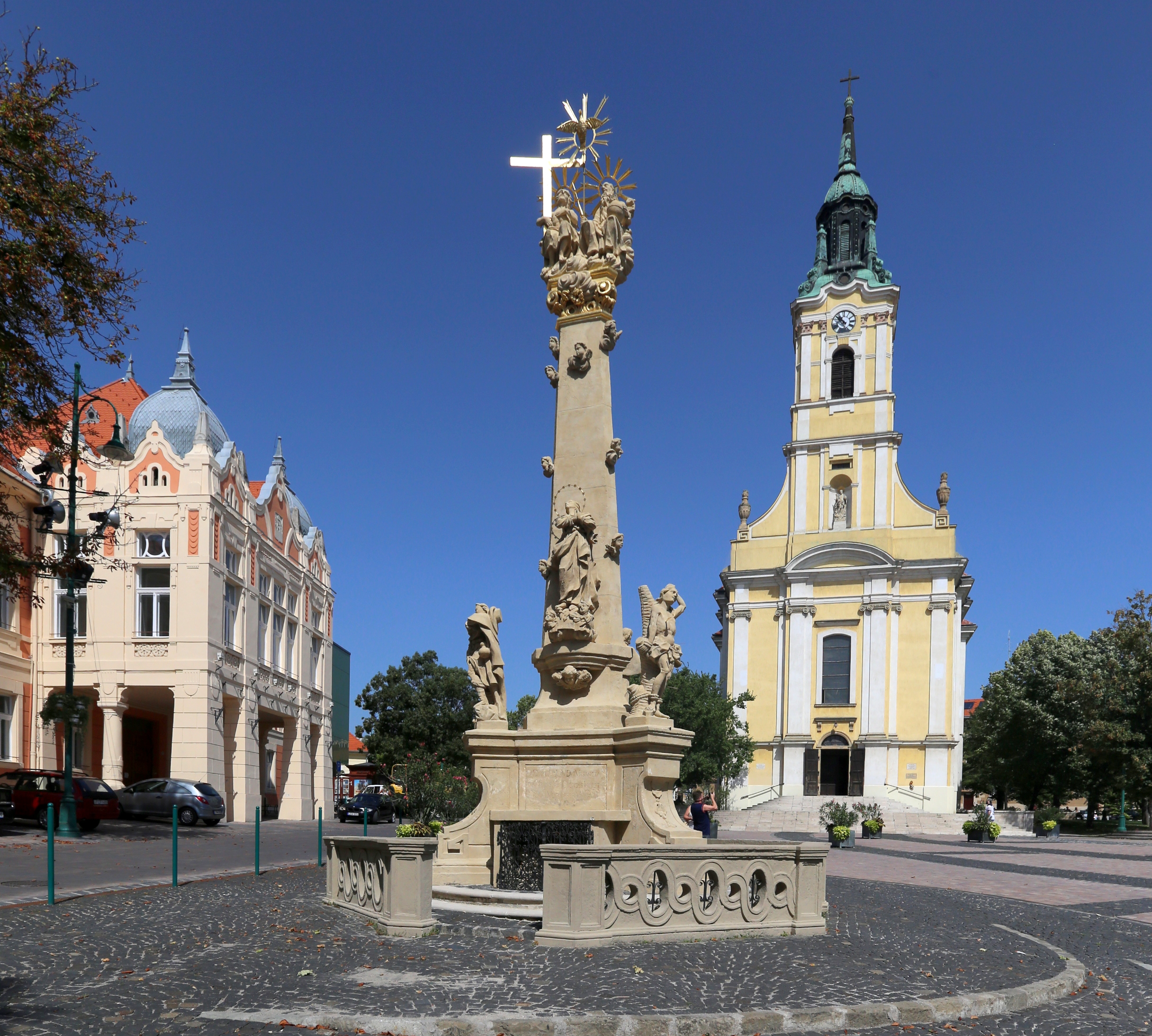
Főtér, 2017-ben
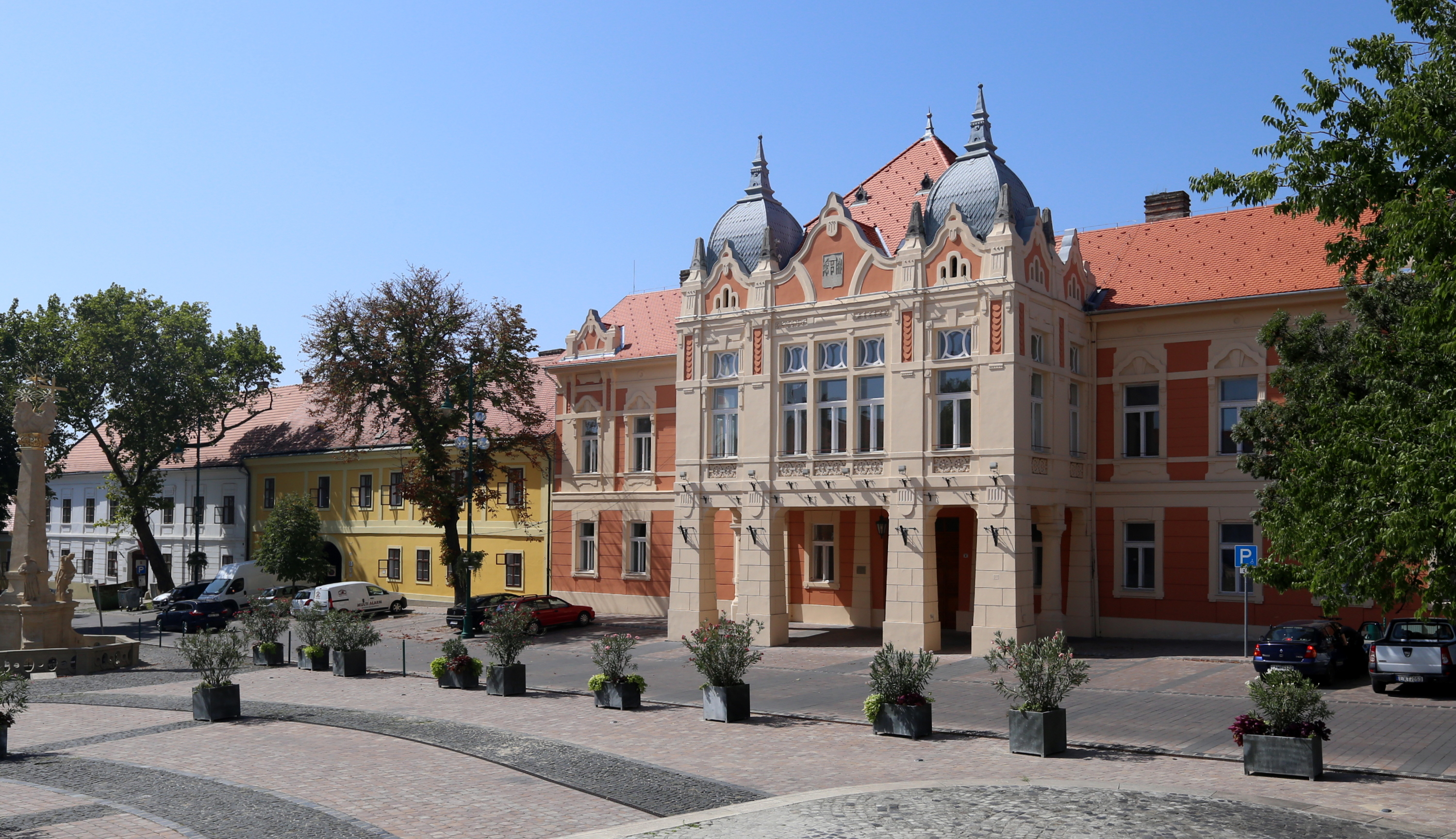
Városháza
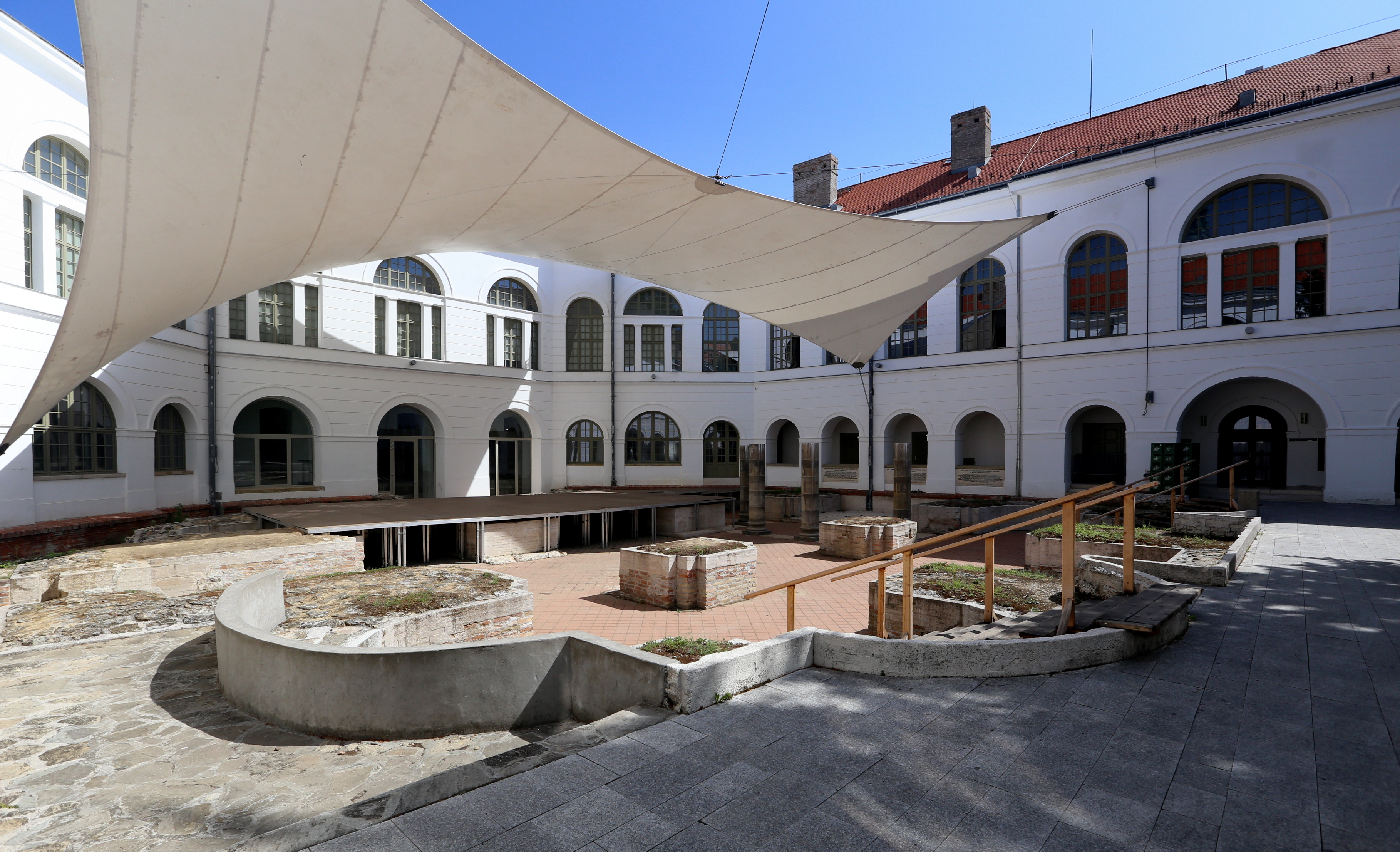
A Bencés Apátság maradványai a Megyeház udvarán
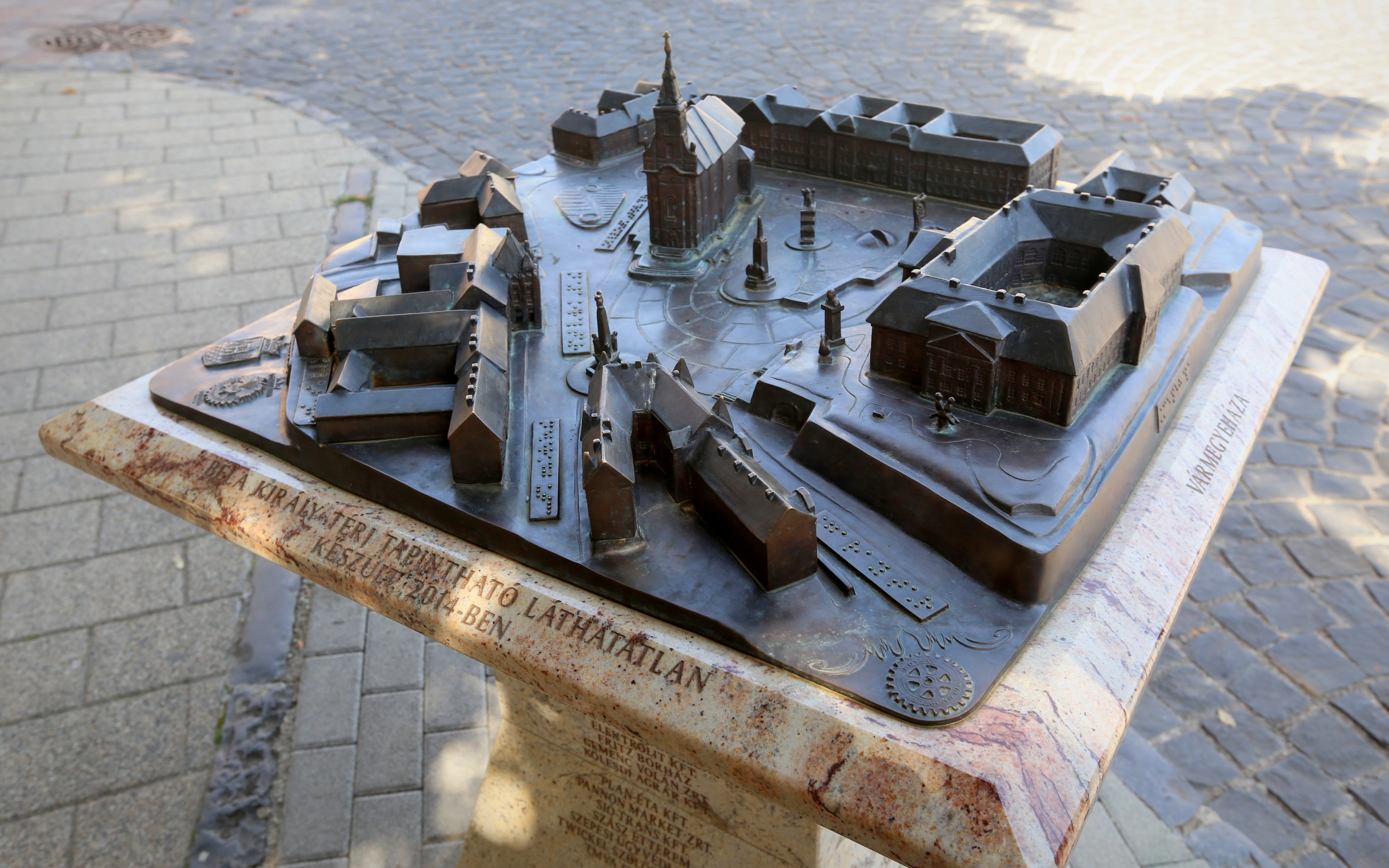
A Főtér makettja
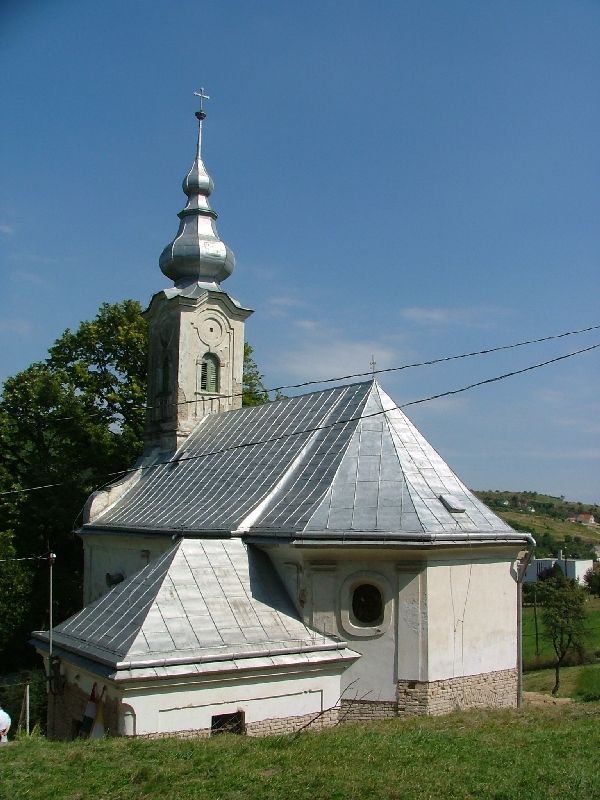
Az ún. Remete kápolna a város szélén